# Bremer Ratskeller

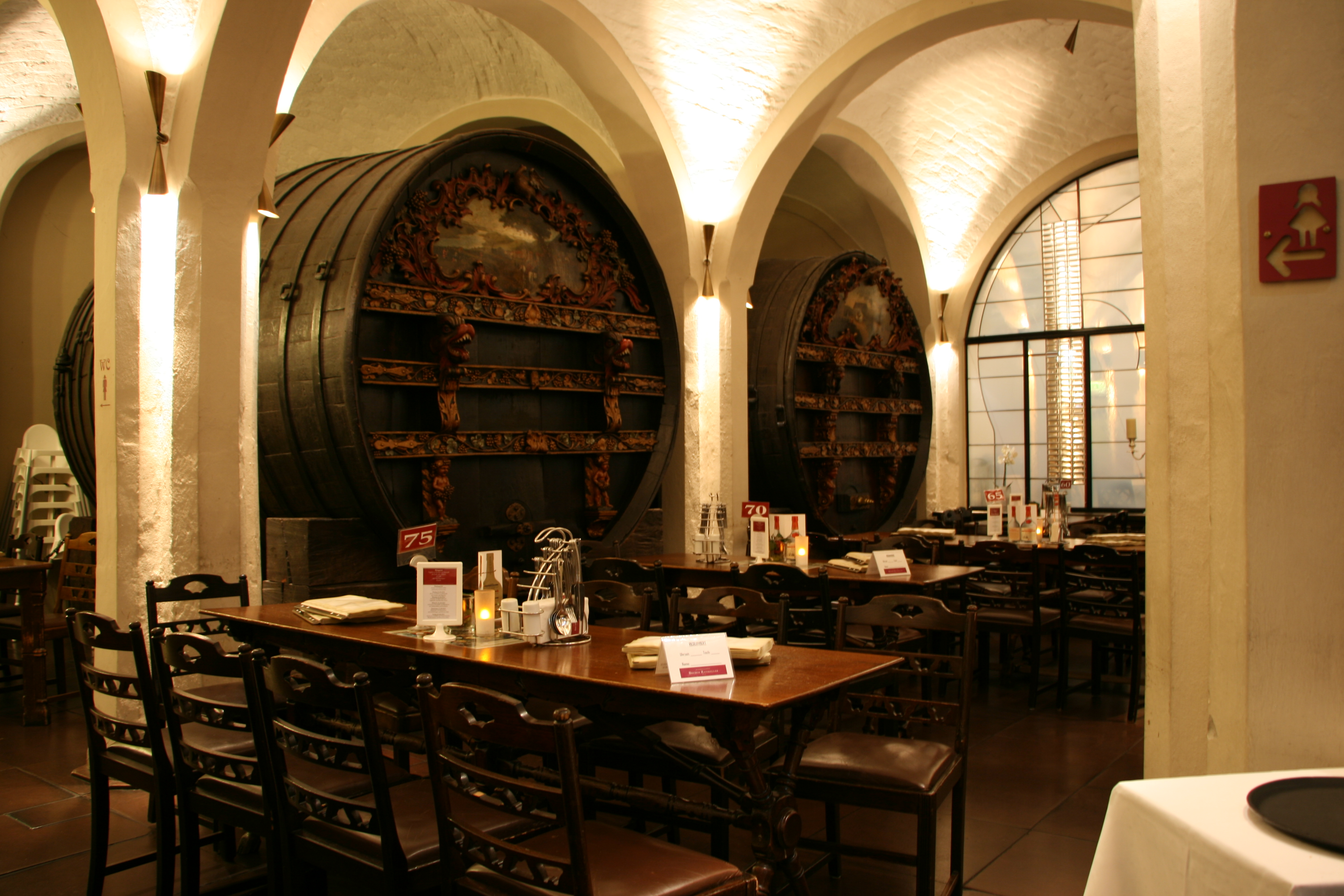
Bremer Ratskeller

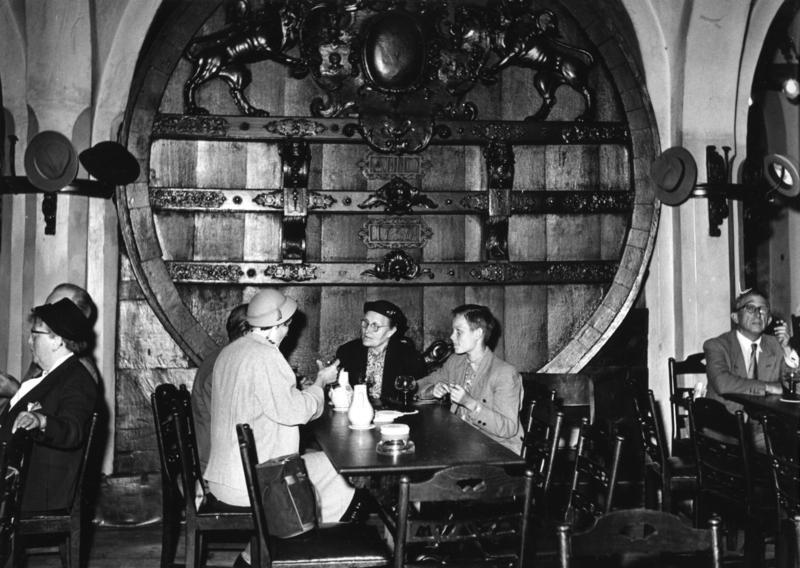
Ratskeller, 1955

Der Bremer Ratskeller ist eine traditionelle Gaststätte und ein Weinhandel im Keller des Bremer Rathauses von 1405. Seitdem werden dort deutsche Weine gelagert und verkauft. Mit seinem über 600-jährigen Bestehen gehört der Bremer Ratskeller zu den ältesten Weinkellern Deutschlands. Darüber hinaus lagert hier der älteste Fasswein Deutschlands, ein Rüdesheimer Wein von 1653.
Der Gebäudeteil steht seit 1973 unter Denkmalschutz.

## Geschichte

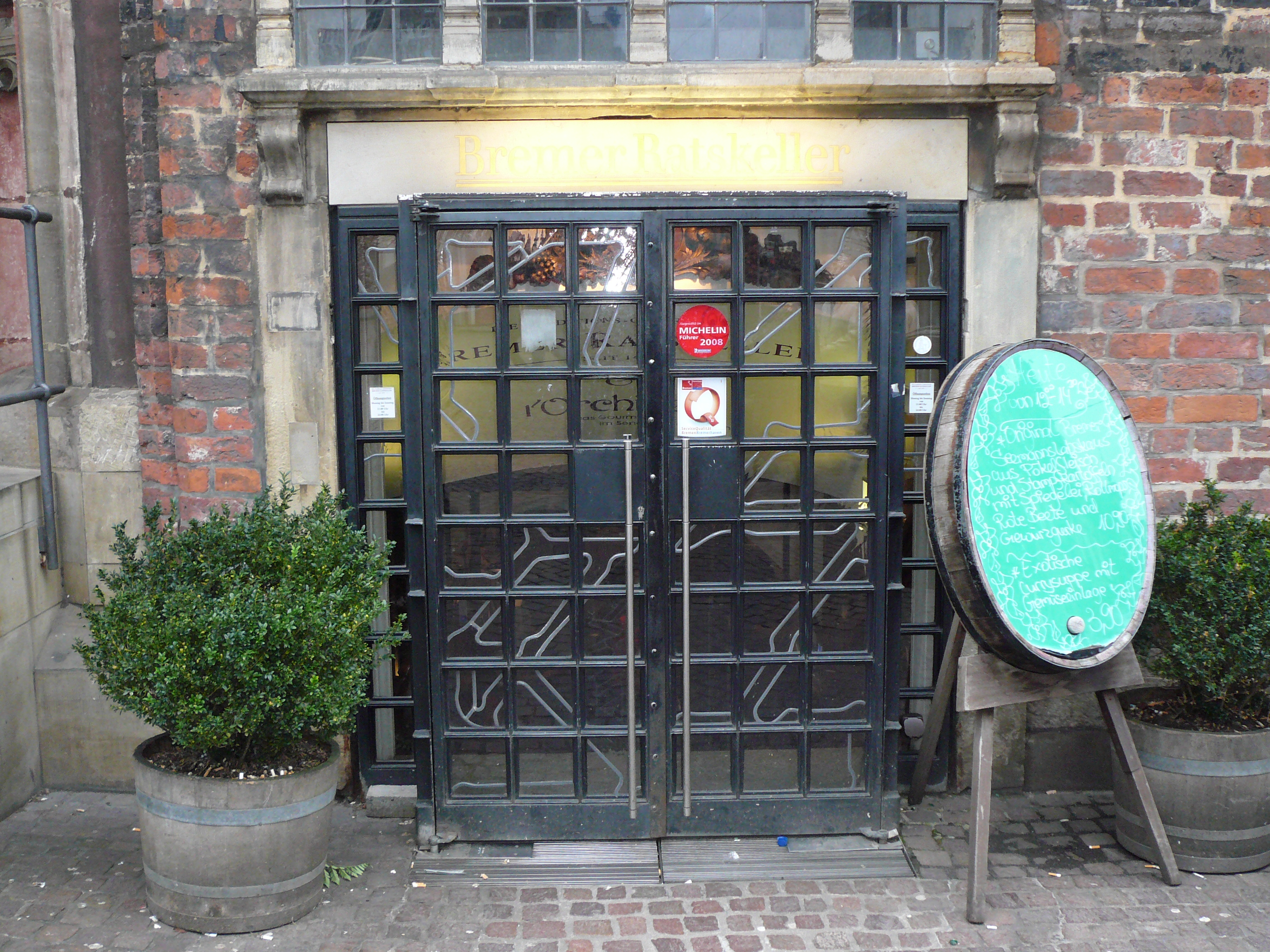
Der Haupteingang zum Ratskeller

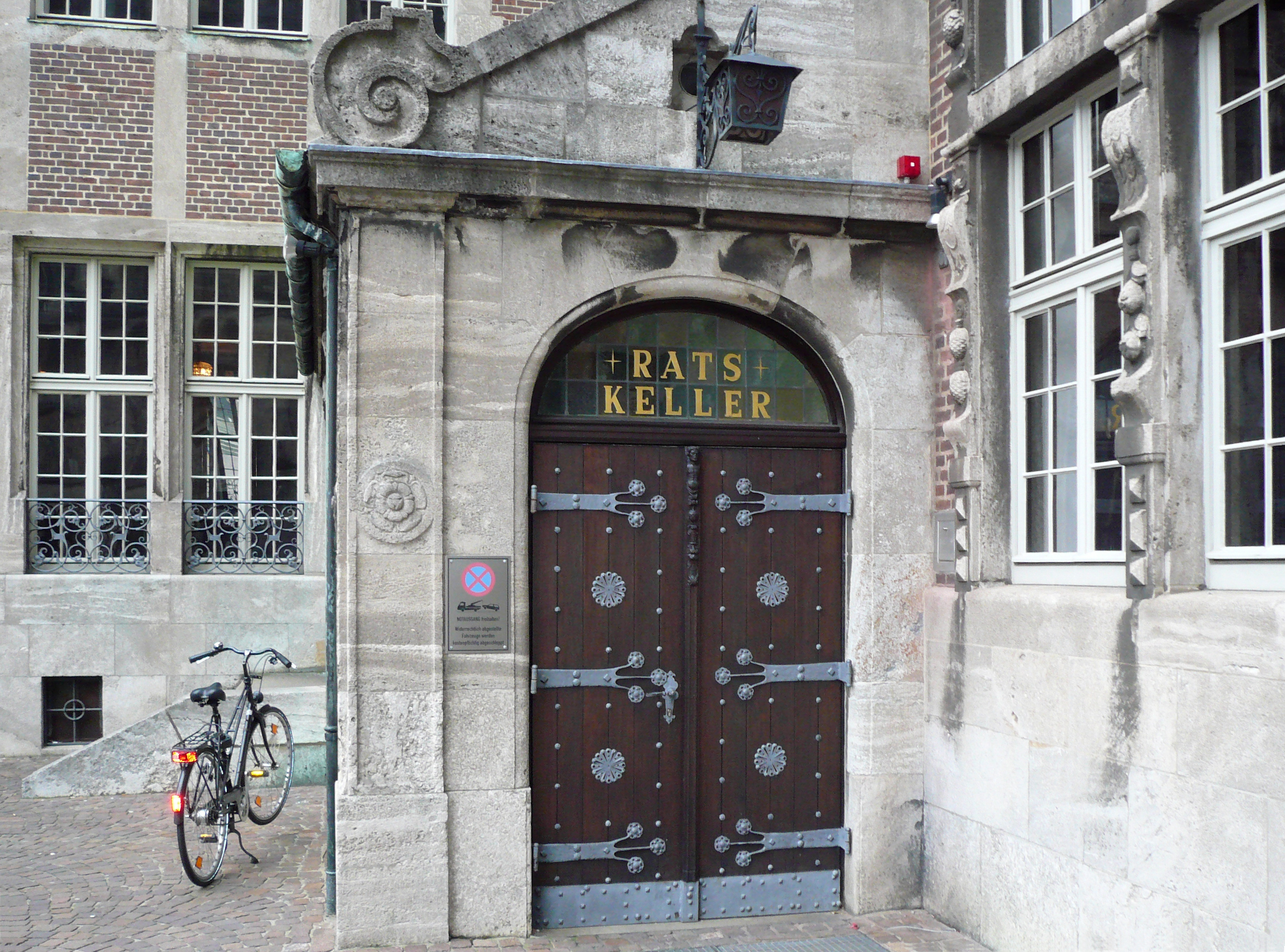
Der Hinterausgang des Ratskellers

Seit 1330 besaß der Bremer Rat das Privileg zum Ausschank von Weißwein in der Stadt, das erst 1815 stillschweigend erloschen ist. Gemäß einem Schriftstück von 1342 wurde sogar ein Ausschankverbot erlassen, damit nicht „irgendein Bürger Wein laufen lassen, sondern nur der Ratmann“, sprich die vom Rat gewählten Weinherrn. Hierzu wurde ein „Stadtweinkeller“ eingerichtet, in dem alle Händler und Gastwirte ihre Weine lagern mussten. Damit sollten die Preise und die Einnahmen der Steuern überwacht werden. 1405, nach dem Bau des Alten Rathauses, wurde der Ausschank in dessen Kellerräume verlegt. Ursprünglich konnte man hier nur zwischen zwei Weinen aus der Region Rheinhessen wählen: dem Gemeinen und dem Besseren.
1550 wurde der Ratskeller um den Apostelkeller und das Senatszimmer erweitert, 1599 um den Rosekeller. Die zahlreichen gemütlichen Kammern, in denen sich noch heutzutage Gruppen ab drei Personen hinter Holztüren den Blicken der anderen Gäste entziehen können, entstanden um 1600 und wurden mit kleinen Öfen beheizt. 1620 wurden die späteren Bacchus- und Hauffkeller als Weinlager gebaut.
1805 plünderten französische Soldaten einen Teil der Bestände des Ratskellers. Nach dem Zweiten Weltkrieg taten dies amerikanische, die die Räume als Offizierskasino nutzten, bevor der reguläre Gastbetrieb wieder aufgenommen werden konnte.
Heutzutage ist der gesamte Ratskeller im Besitz der Bremer Ratskeller GmbH, einer 100%igen Tochter der Stadt Bremen. Mit rund 650 Sorten verfügt der Ratskeller über das weltweit größte Sortiment ausschließlich deutscher Weine, insgesamt werden sogar rund 1.200 verschiedene Spirituosen angeboten. Der gastronomische Bereich des Ratskellers wird in Pacht vom Bremer Hotel zur Post betrieben.

## Die Kellerräume

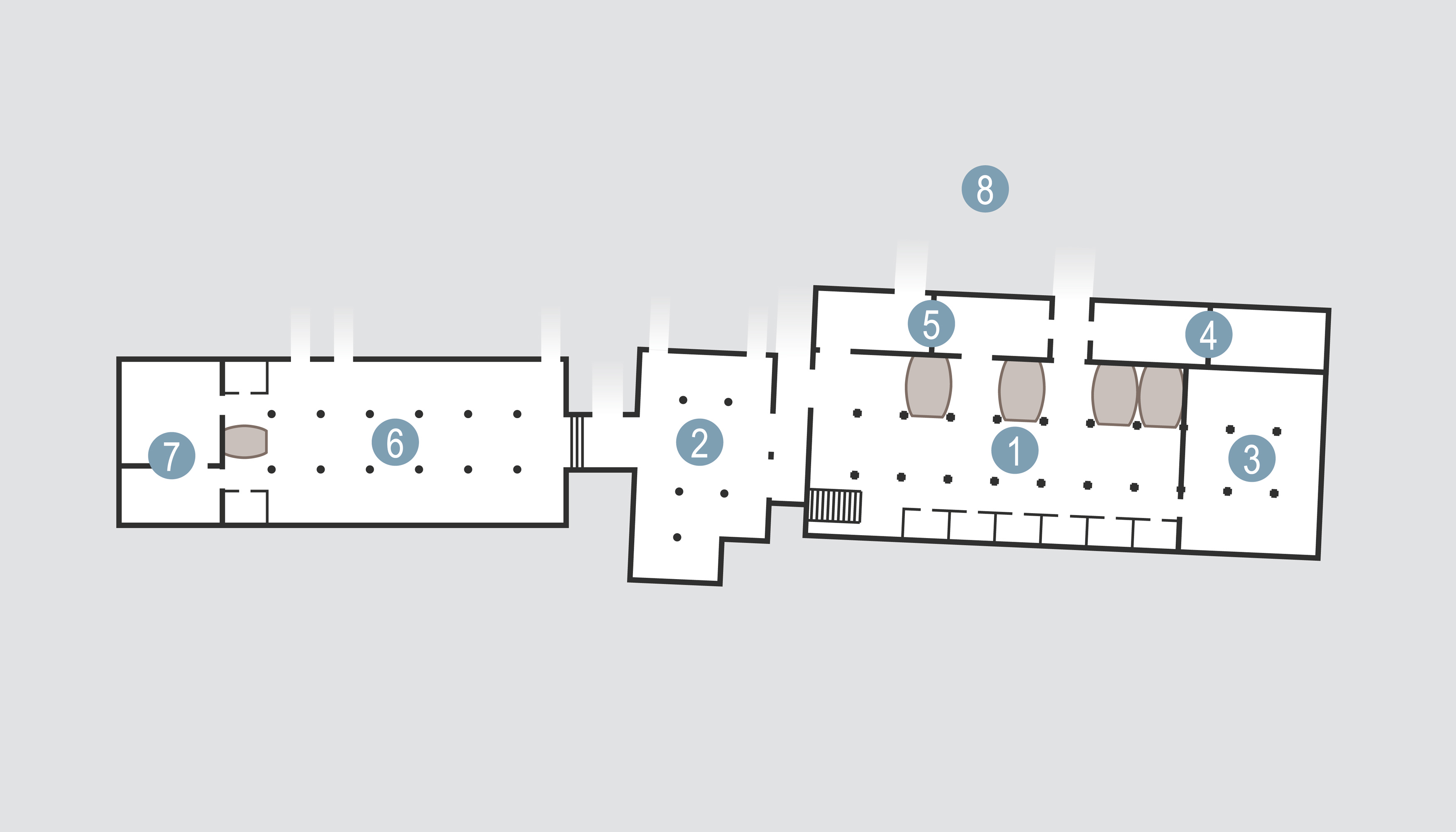
Teil-Grundriss des Bremer Ratskellers: 1) Große Halle, 2) Vor dem Bacchus, 3) Hauffsaal, 4) Apostel- und Rosekeller, 5) Senats- und Kaiserzimmer, 6) Bacchuskeller, 7) Zunftstube und alte Schatzkammer, 8) Lager und neue Schatzkammer

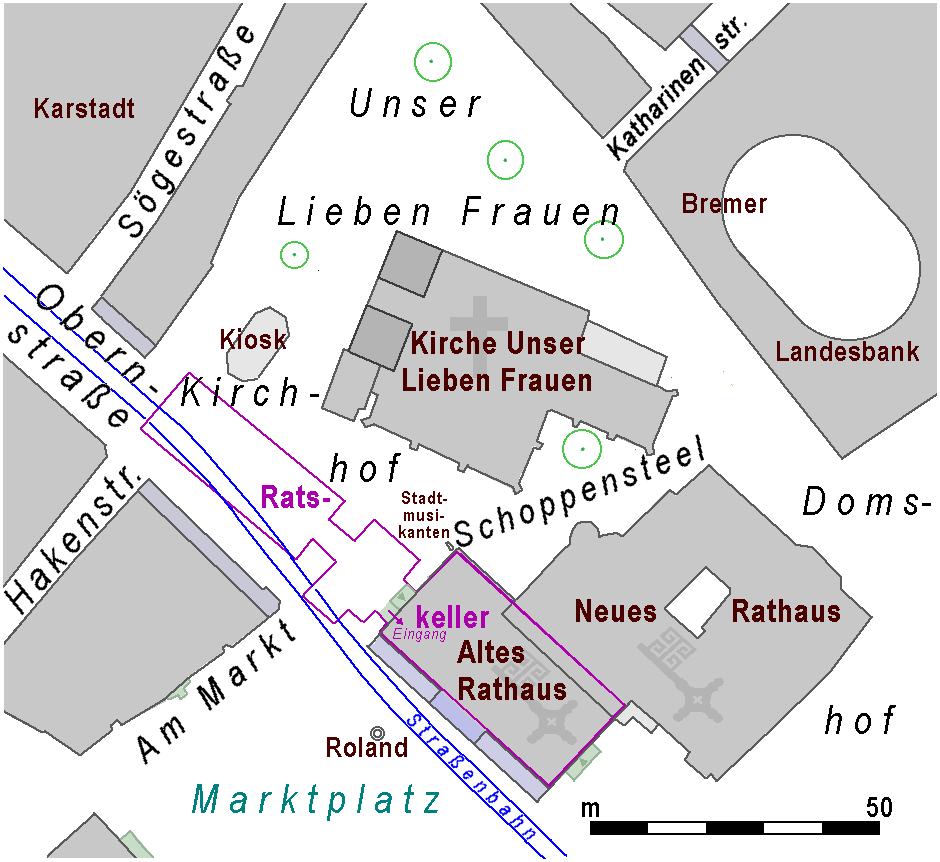
Ausdehnung des Ratskellers unter Unser Lieben Frauen Kirchhof (ohne Küche und Lagerräume)

Der gesamte Komplex ist über 5.000 m2 groß und erstreckt sich unter Altem und Neuem Rathaus, Liebfrauenkirchhof und Domshof.

### Große Halle
Größe: 300 m2
Dieses dreischiffige, von 20 Säulen getragene Gewölbe, das auch als „Historische Halle“ oder „Große Säulenhalle“ bekannt ist, stellt das Fundament des 1405 gebauten Alten Rathauses dar und ist somit der älteste Teil des Ratskellers. An der Nordseite der Halle befinden sich vier große Prunkfässer aus dem 18. Jahrhundert, die mit aufwendigen Schnitzereien versehen sind: das Affenfass, das Löwenfass, das Drachenfass und das Delfinfass. Das größte von ihnen stammt von 1737 und hat ein Fassungsvermögen von 37.000 Flaschen. Aus Qualitätsgründen wird hier heutzutage jedoch kein Wein mehr gelagert.
An der Südseite (zum Marktplatz hin) befinden sich sechs 1599 eingerichtete Priölken (Plattdeutsch für ‚Laube‘ oder ‚kleines freundliches Zimmer‘): holzvertäfelte, halbrunde Séparées für vier bis fünf Personen. Ursprünglich wurden die Priölken von Kaufleuten genutzt, um mit ihren heimgekehrten Kapitänen ungestört über Verträge und Geschäfte zu sprechen. Aus Anstandsgründen dürfen die Türen zu diesen Kammern traditionsgemäß erst geschlossen werden, wenn mehr als drei Personen am Tisch darin sitzen.

### Vor dem Bacchus
Größe: 80 m2
Zunächst war dieser Bereich nur ein schmaler Gang, der von der Großen Halle in den Bacchuskeller führt. 1847 wurde er zur Erweiterung der Großen Halle ausgebaut. Hier befindet sich das in eine Wand eingelassene so genannte Katzenfass sowie ein Gemälde mit einer Darstellung des Bremer Rolands.

### Hauffsaal
Größe: 109 m2
Ursprünglich als Weinlager angelegt, wurde dieser Raum im 19. Jahrhundert zu Ehren des Schriftstellers Wilhelm Hauff benannt, der nach einem Besuch des Bremer Ratskellers 1826 seine bekannte Novelle Phantasien im Bremer Ratskeller – ein Herbstgeschenk für Freunde des Weines verfasste.

„Man steigt vom Keller einige Stufen aufwärts zum kleinen Kellerlein, zum unterirdischen Himmelsgewölbe, zum Sitz der Seligkeit, wo die Zwölfe hausen. Was seid ihr, Trauergewölbe und Grüfte alter Königshäuser, gegen diese Katakomben! […] Da liegen sie in ihren dunkelbraunen Särgen, schmucklos, ohne Glanz und Flitter. Kein Marmor rühmt ihr stilles Verdienst, ihre anspruchslose Tugend, ihren vortrefflichen Charakter; aber welcher Mann von einigem Gefühl für Tugenden dieser Art fühlt sich nicht innig bewegt, wenn der alte Ratsdiener, dieser Aufwärter in den Katakomben, dieser Küster der unterirdischen Kirche, die Kerzen auf die Särge stellt, wenn dann das Licht auf die erhabenen Namen der großen Toten fällt! Wie regierende Häupter führen auch sie keine langen Titel und Zunamen; einfach und groß stehen die Namen auf ihren braunen Särgen geschrieben. Dort Andreas, hier Johannes, in jener Ecke Judas, in dieser Petrus. Wen rührt es nicht, wenn er dann hört: dort liegt der Edle von Nierenstein, geboren 1718, hier der von Rüdesheim, geboren 1726. Rechts Paulus, links Jakob, der gute Jakob!“

1927 sind die Wände des Saals in Anlehnung an dieses Werk mit vier großformatigen Bildern in Freskomalerei von Max Slevogt verziert worden.
Der Hauffsaal ist auch als „Echosaal“ oder „Flüstersaal“ bekannt, da Gespräche, die auf der einen Seite flüsternd geführt werden, auf der anderen Seite des Raumes deutlich vernommen werden können, ohne dass die in der Mitte Sitzenden etwas davon verstehen.

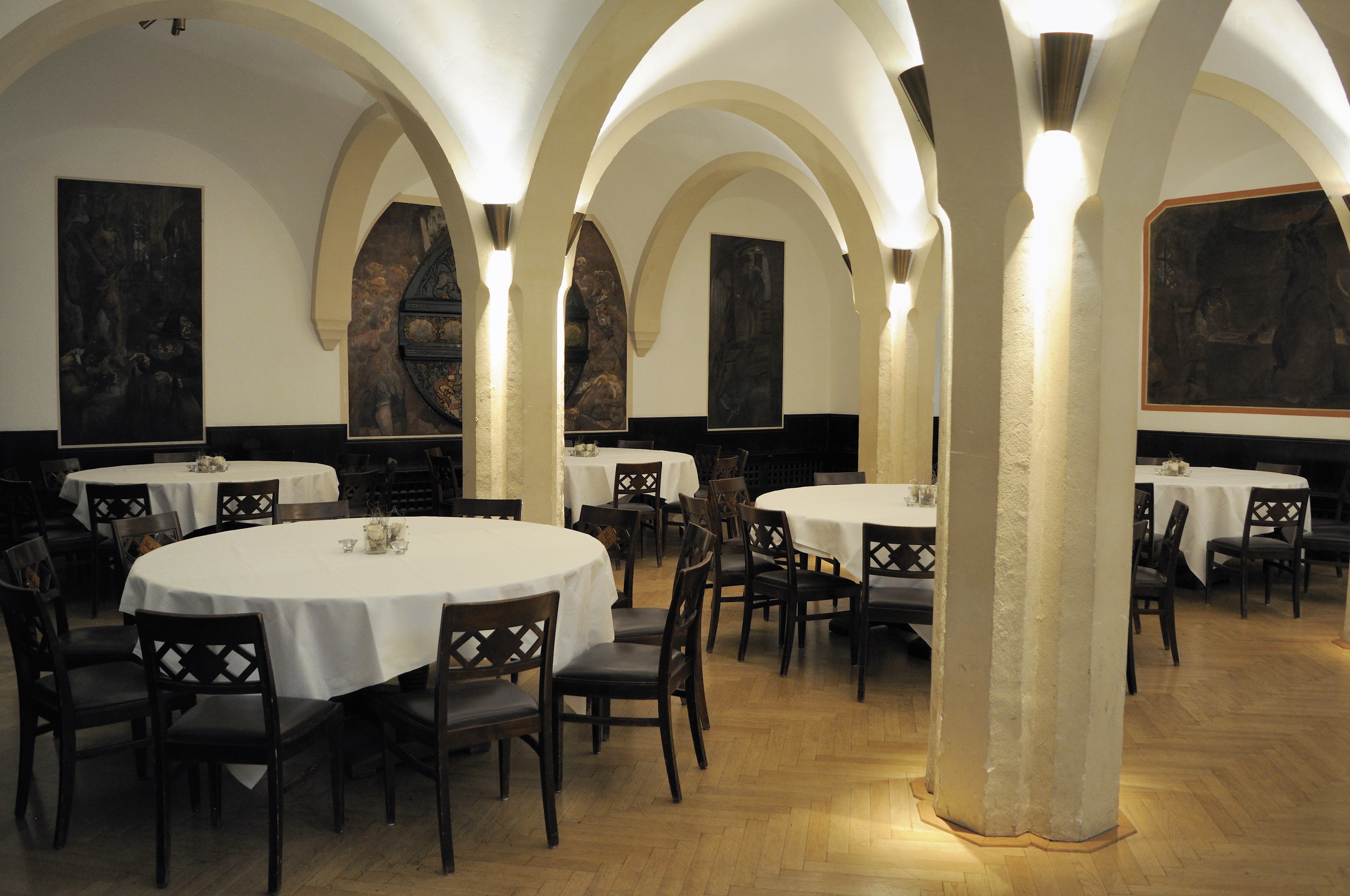
Hauffsaal
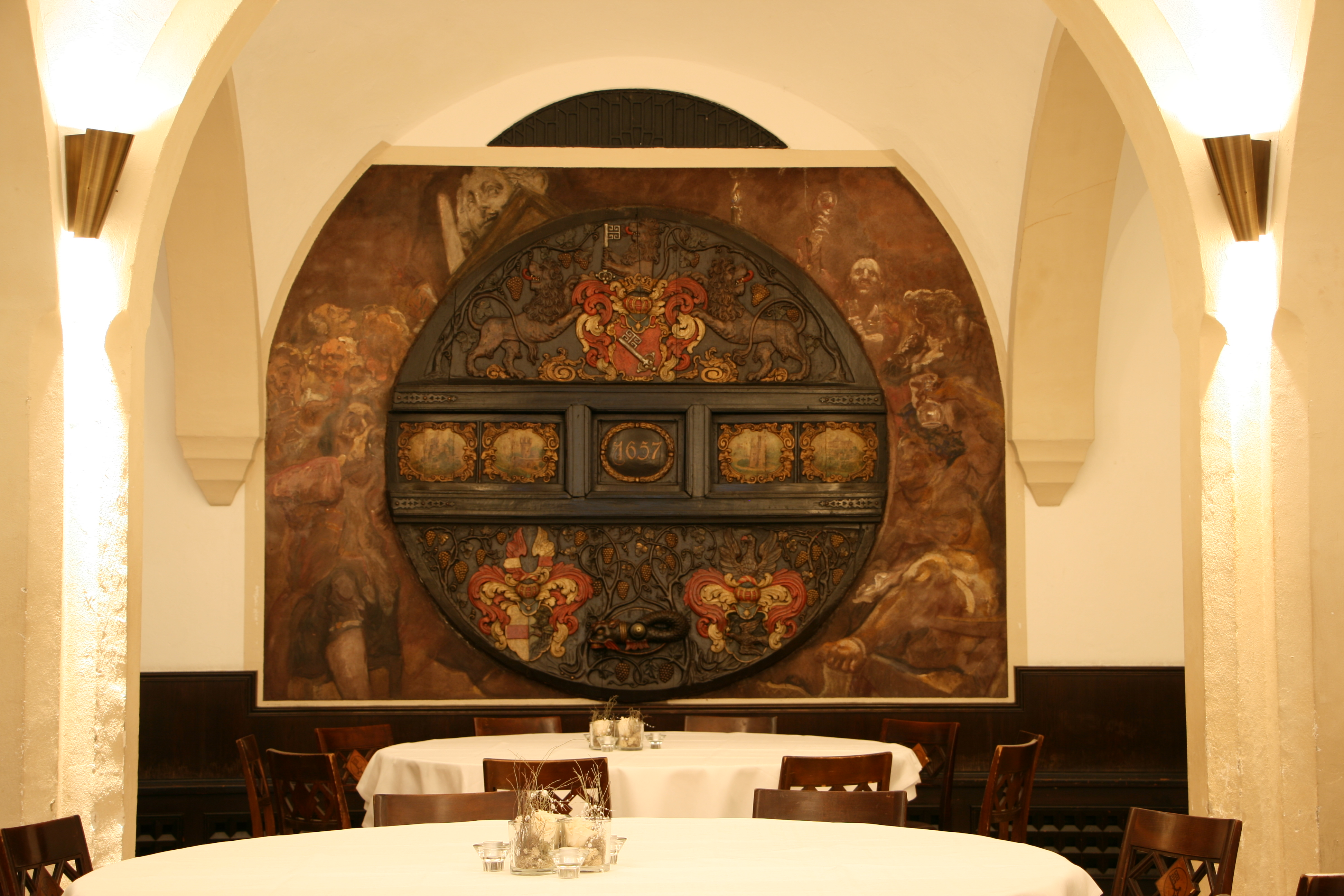
Detail

### Apostel- und Rosekeller
Größe (zusammen): zirka 80 m2
Der Apostelkeller verdankt seinen Namen den zwölf Eichenfässern, die hier lagern, je sechs zu beiden Längsseiten des Gewölbes. Die Fässer mit einer Kapazität von 1200 l enthalten Rheinweine aus dem 18. Jahrhundert. Der Name des Rosekellers leitet sich hingegen von der früher üblichen Bezeichnung Rose für einen besonders hochwertigen Wein ab. An der Stirnseite des Kellers befindet sich das „Rosefass“, in dem der berühmte Rüdesheimer Wein von 1653 lagert. Das Fass wurde jedoch mehrfach aufgefüllt.

„Das ist die Rose der Rosen,
Je älter sie wird, je lieblicher blüht sie,
Und ihr himmlischer Duft, er hat mich beseligt,
Er hat mich begeistert, er hat mich berauscht,
und hielt mich nicht fest, am Schopfe fest,
Der Ratskellermeister von Bremen,
Ich wäre gepurzelt!“

An der Decke über dem Rosefass befindet sich das Bild einer Rose aus dem Jahre 1602. Da diese Kammer einst von den Ratsherren für vertrauliche Besprechungen genutzt wurde (bis 1807 durfte man den Apostel- und Rosekeller sogar nur in Begleitung eines Ratsherren betreten), bürgerte sich auch in Bremen die Redewendung „sub rosa“ (Latein für ‚Unter der Rose‘) für eine Unterredung ein, über die Stillschweigen gewahrt wird.
Die in diesen beiden Kammern gelagerten, sehr alten Weine sind allesamt noch trinkbar und erinnern im Geschmack an Sherry, wie auch schon der Geruch in diesen Kellerräumen. Die Weine stehen nicht zum Verkauf, und nur der Kellermeister sowie der amtierende Bürgermeister sind befugt, den 1653 Rüdesheimer zu verkosten.
Anfang 2014 hat ein Milliardär aus China angeblich angeboten, für eine Flasche Wein aus dem Rosefass von 1653 einen Preis von 150.000 Euro zu zahlen, was sich im Nachhinein als vermutlicher Übersetzungsfehler entpuppte.

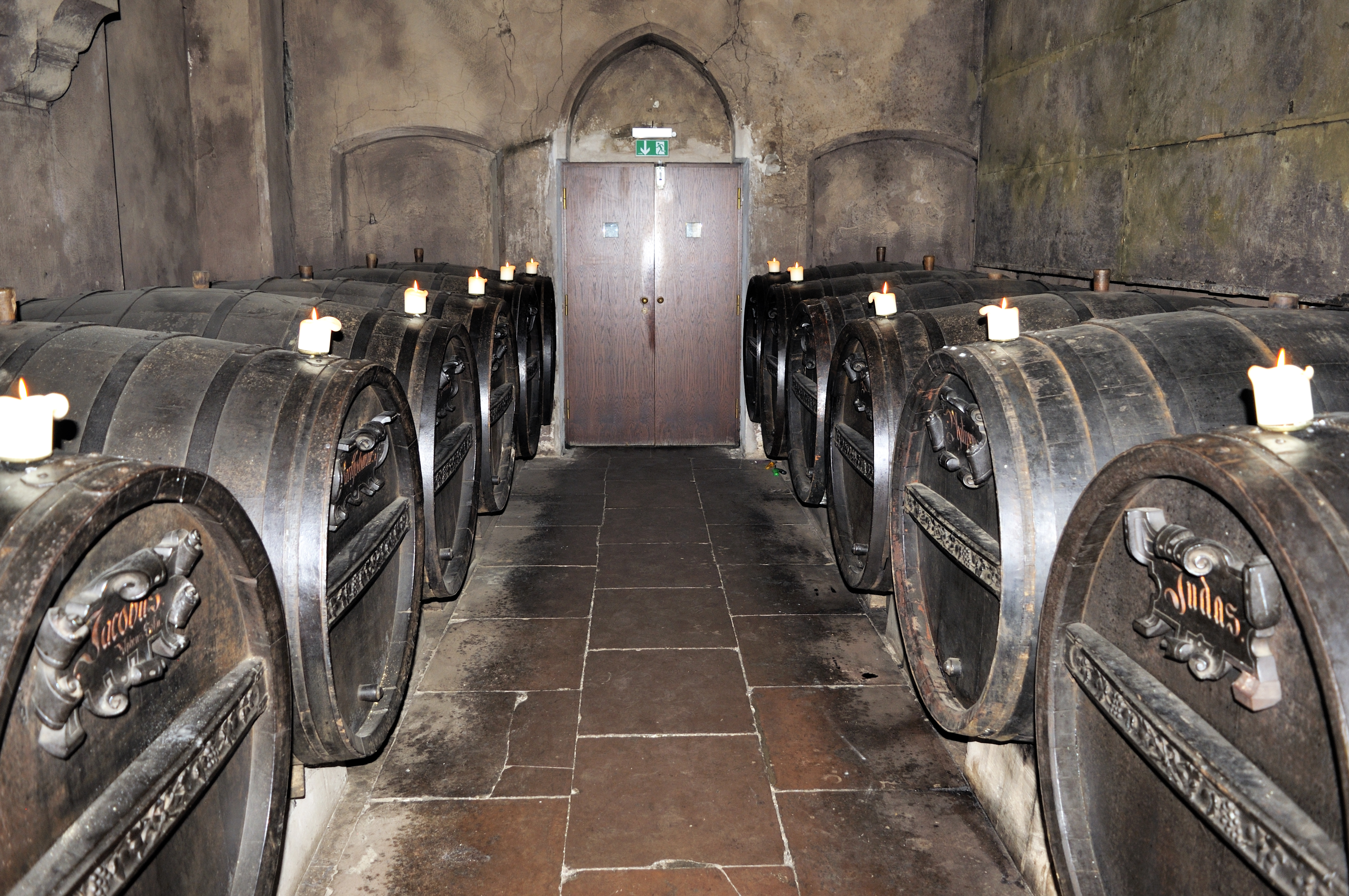
Apostel- und Rosekeller
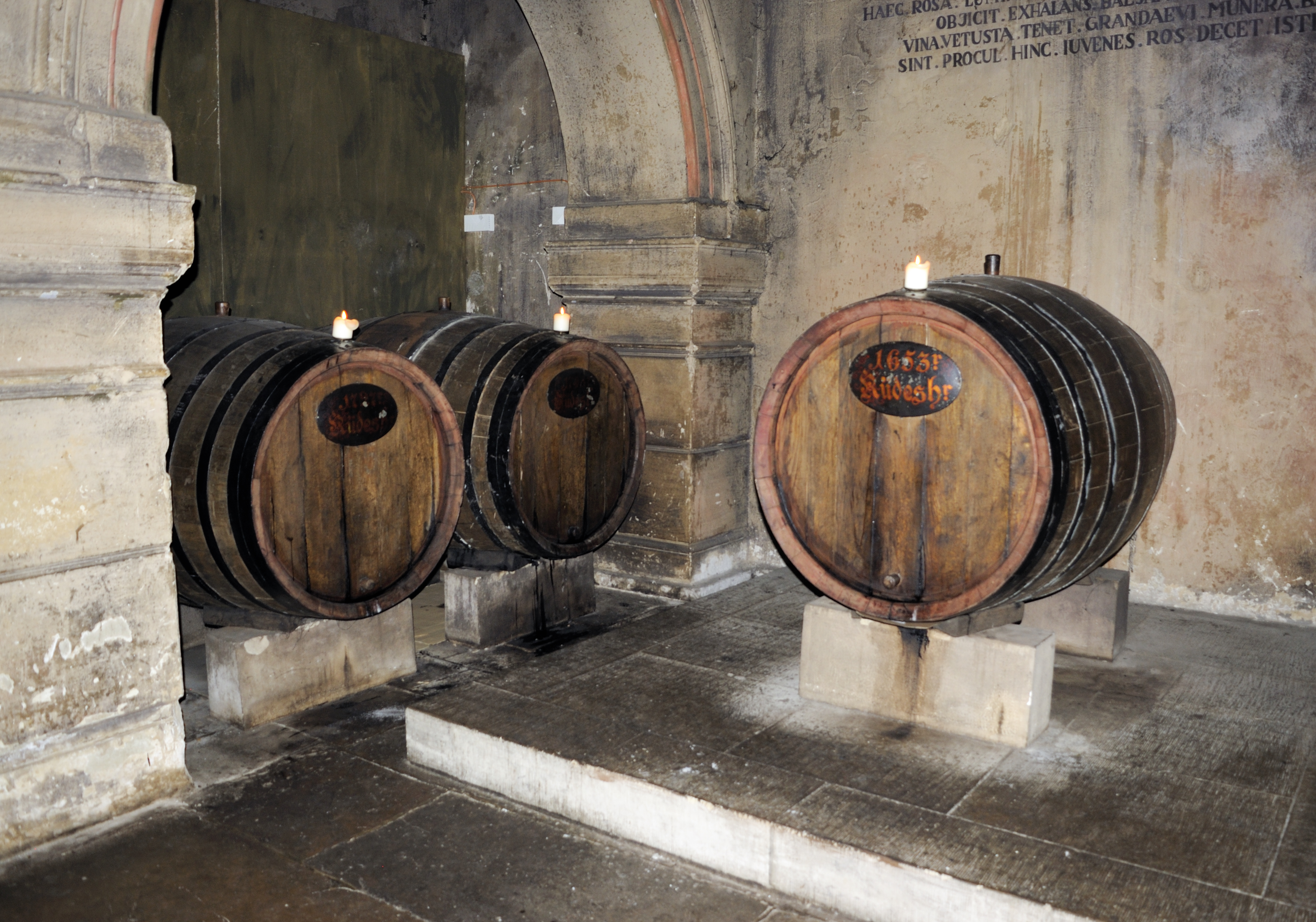
Rosefass von 1653
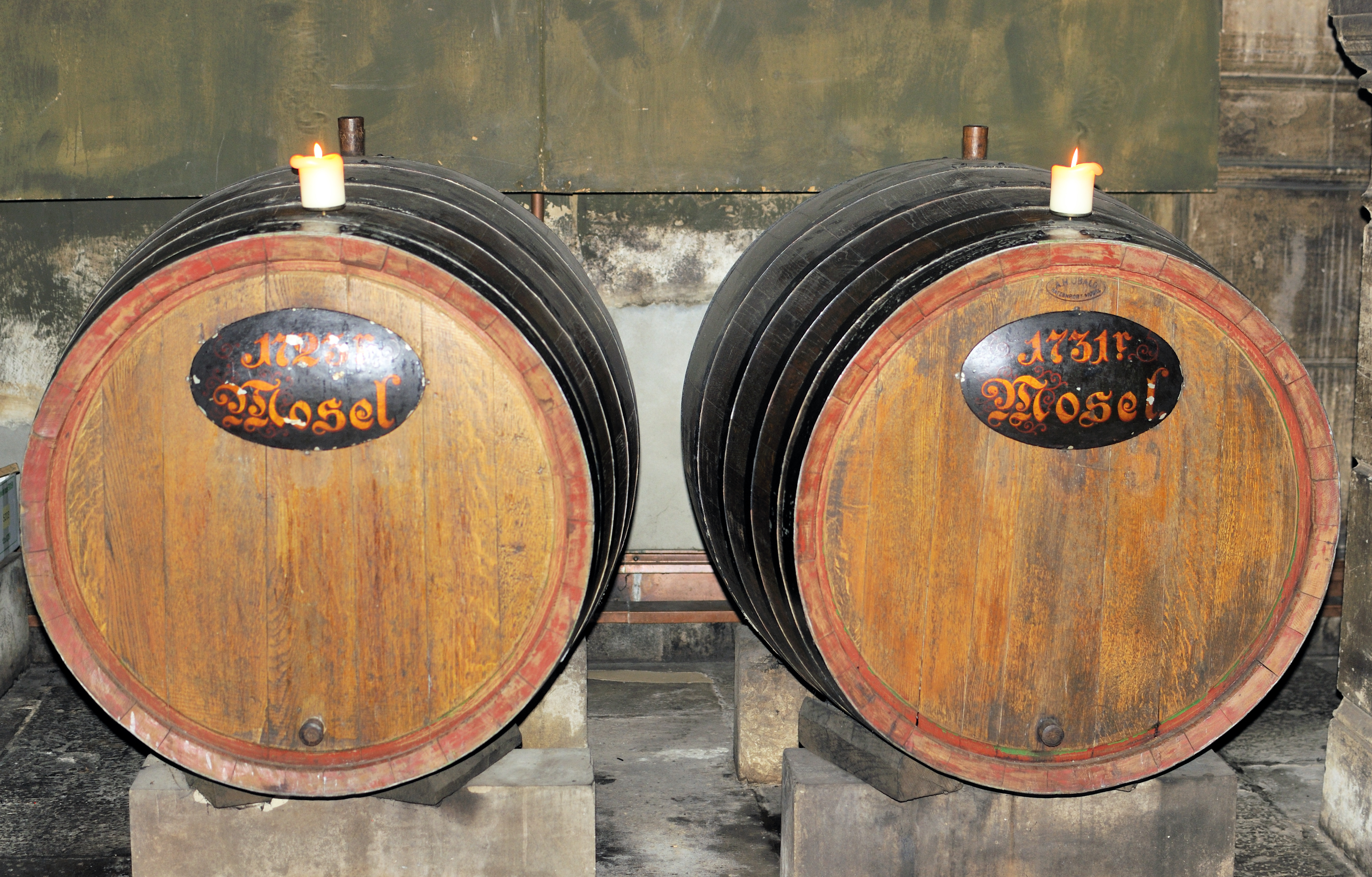
Weitere alte Weine
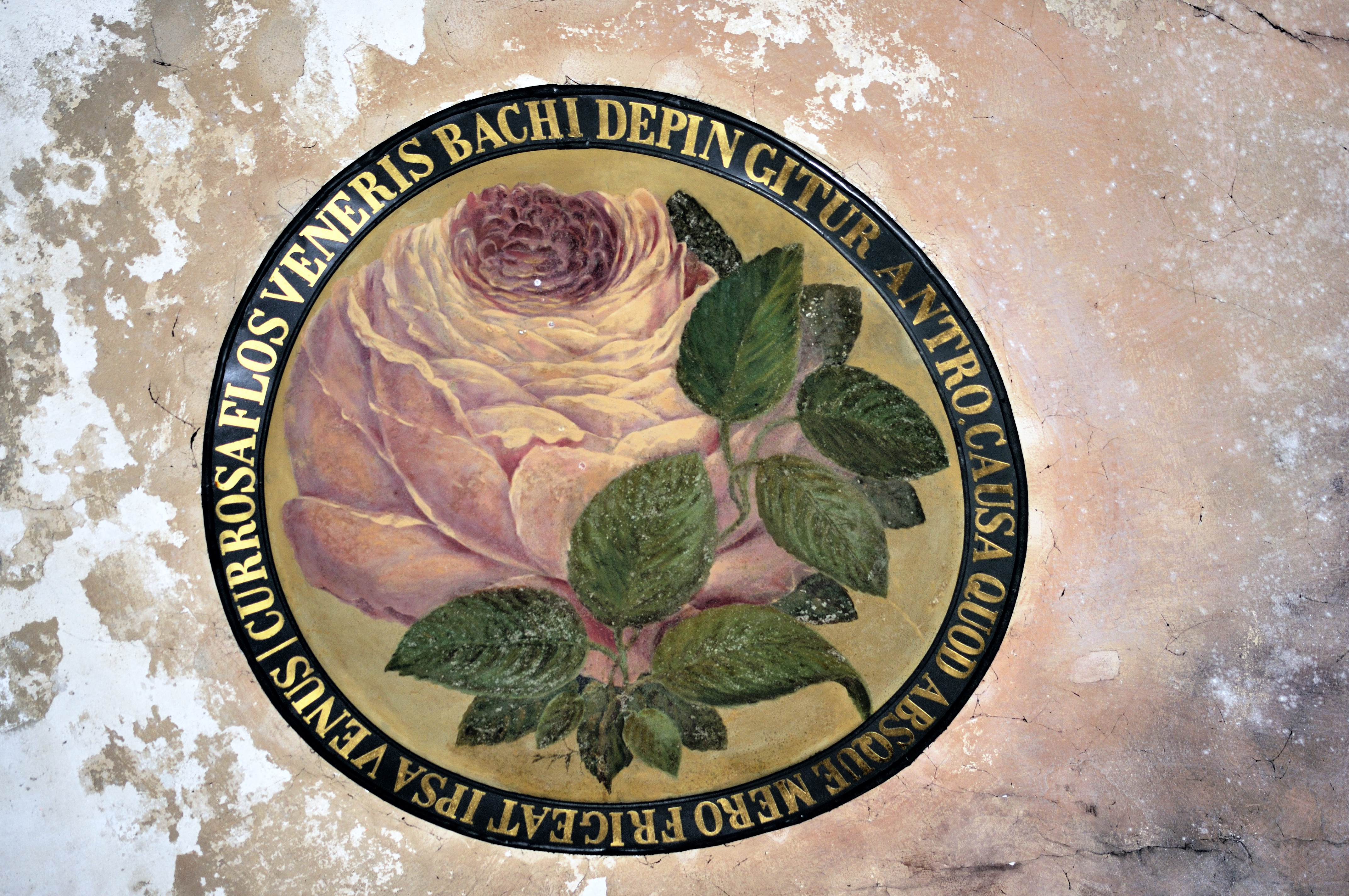
Kellerdecke

### Senats- und Kaiserzimmer
Größe (zusammen): 80 m2
Ursprünglich waren diese beide Räume dem Empfang von Gästen des Senats vorbehalten, heute werden sie vom Ratskeller vermietet. Das Senatszimmer ziert ein Rokoko-Ofen, wie die Skulptur der Bremer Stadtmusikanten nach einem Entwurf von Heinrich Möller in Bremen auf Veranlassung von Bürgermeister Victor Marcus gegossen, und an der Kopfseite wie an der Seite des Kaiserzimmer, in dem von 1890 bis 1914 Kaiser Wilhelm II. einmal im Jahr zum Frühschoppen zu Gast war, befinden sich zwei Gemälde von Arthur Fitger von 1875, eines zeigt vier Weinliederdichter, den Griechen Anakreon, den Wandsbecker Boten, Matthias Claudius, den Römer Quintus Horatius Flaccus (Horaz) sowie den Trompeter von Säckingen, Victor Scheffel und das andere das Bacchusfest, bzw. den Weingott Bacchus in fröhlicher Runde.

### Bacchuskeller
Größe: 306 m2

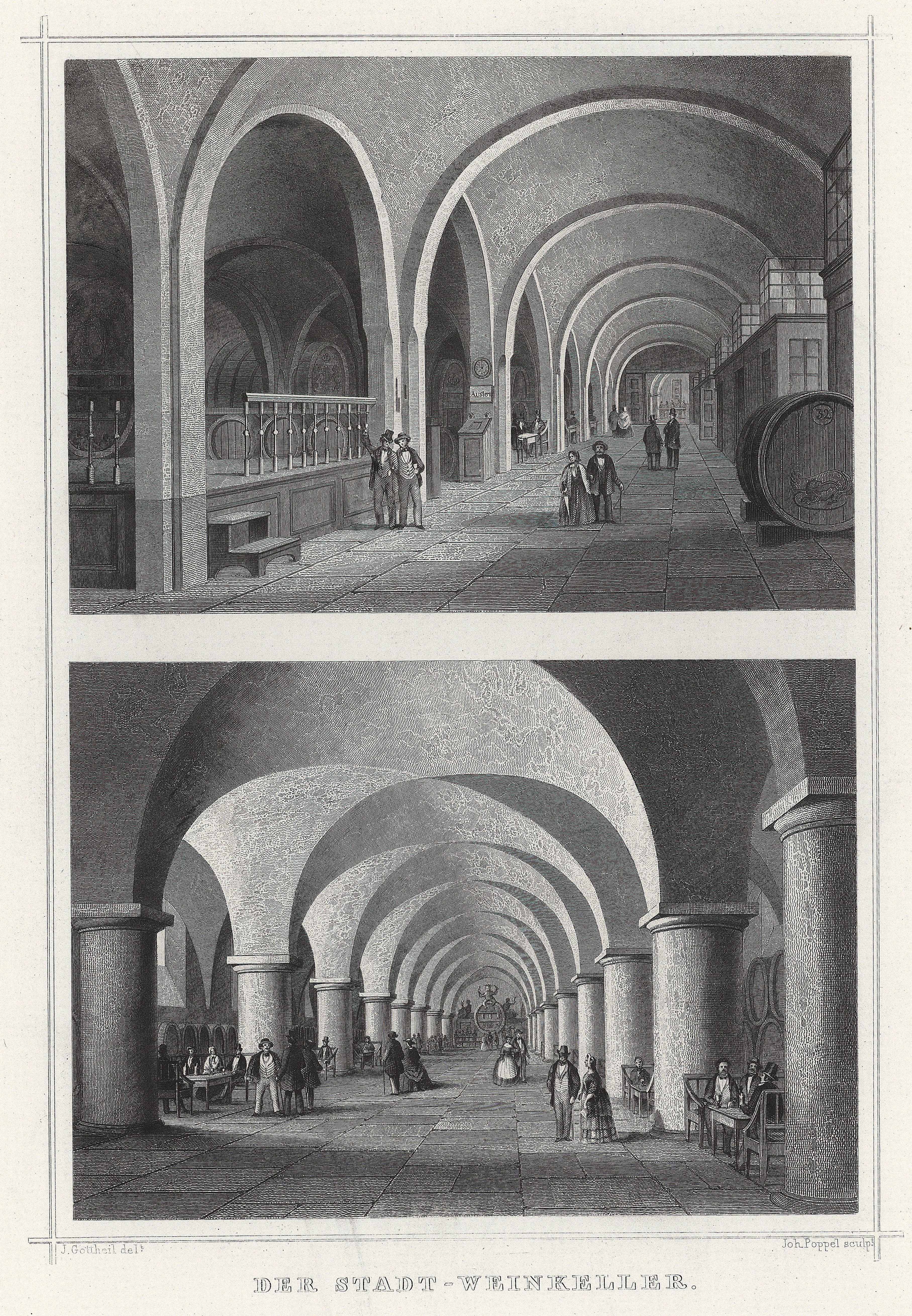
Der Weinkeller im 19. Jahrhundert

1620 als Weinlager gebaut, wurde dieses große, von zwölf Säulen getragene Gewölbe einst nur in den letzten Oktobertagen, wenn der Bremer Freimarkt gefeiert wird, zusätzlich für den Ausschank genutzt. Als das Lager 1926 in neue Kellerräume verlegt wurde, baute man das Gewölbe zum Gastraum aus.
An der Stirnseite des Gewölbes steht das Fass mit der Bacchusfigur aus der Barockzeit, dem der Saal seinen Namen verdankt. Zur rechten und linken davon befinden sich zwei große Priölken für je 10 bis 12 Personen, die Meeskenkiste (Plattdeutsch für ‚Meisenkasten‘) und das Uhlenlock (Plattdeutsch für ‚Eulenloch‘). Die Wände des Bacchuskellers sind mit Bildern des Malers Karl Dannemann ausgeschmückt.
Heutzutage finden im Bacchuskeller mehrmals im Jahr die Weinproben des Ratskellers statt.

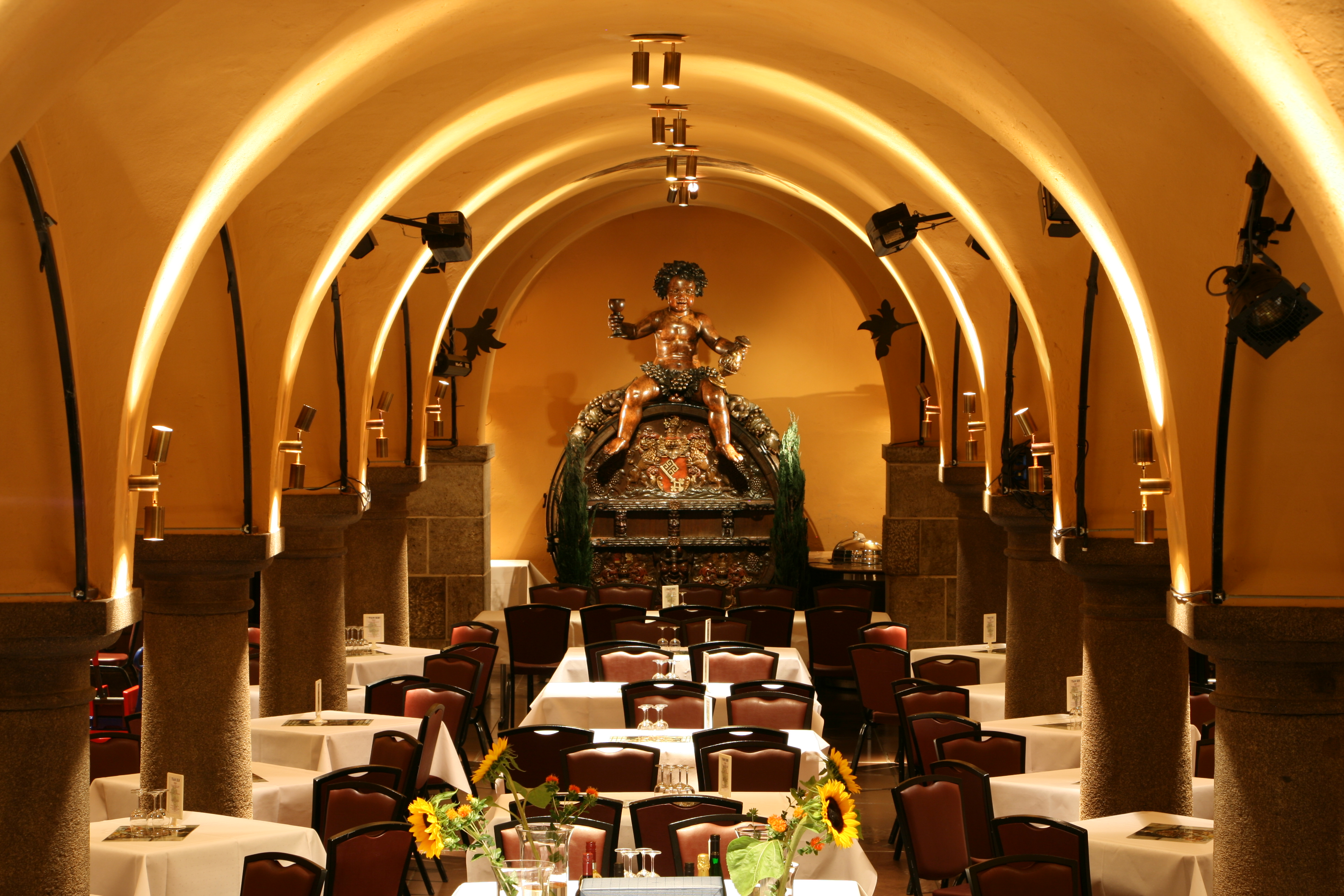
Bacchuskeller
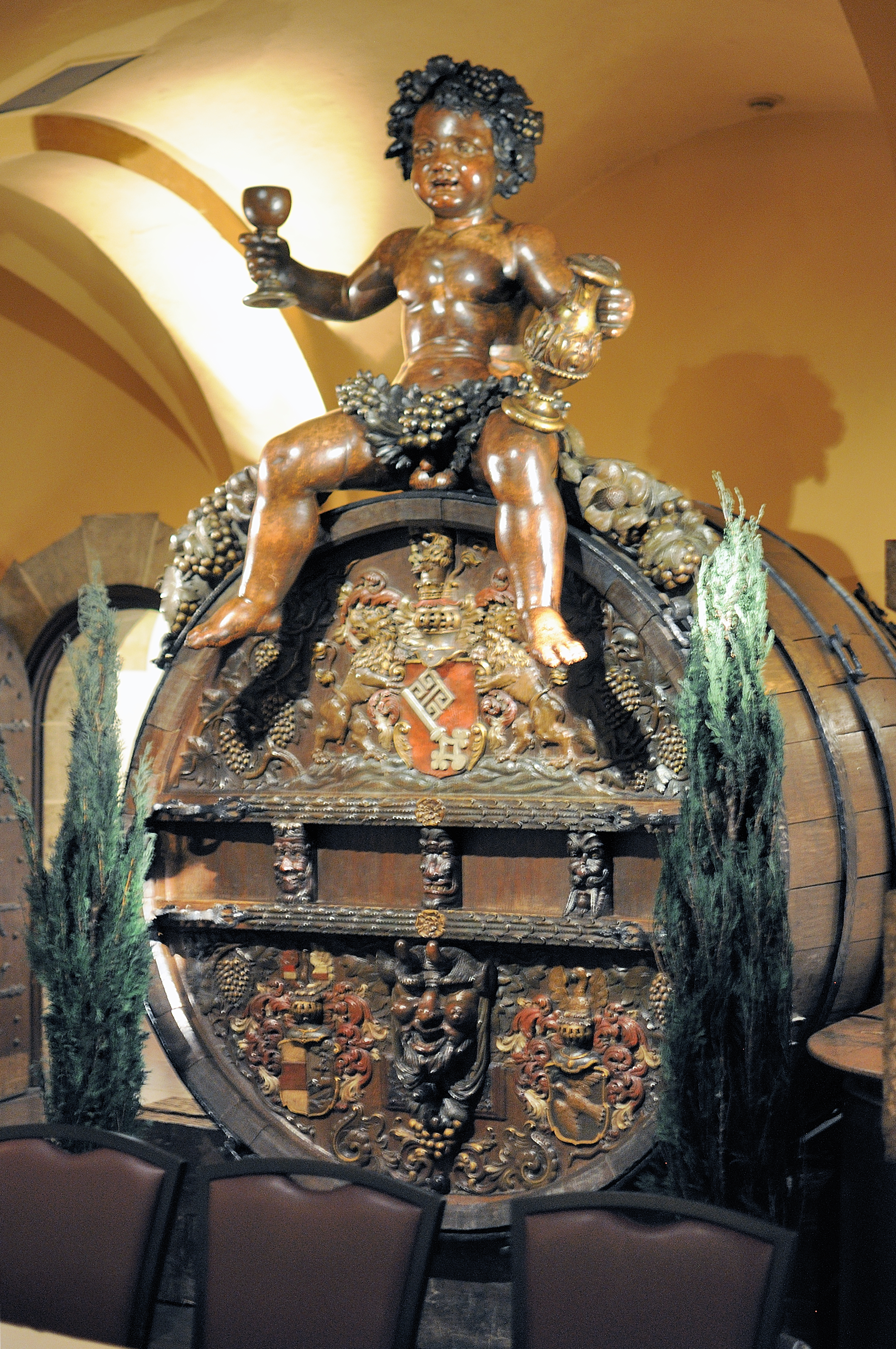
Bacchusfass im Bacchuskeller
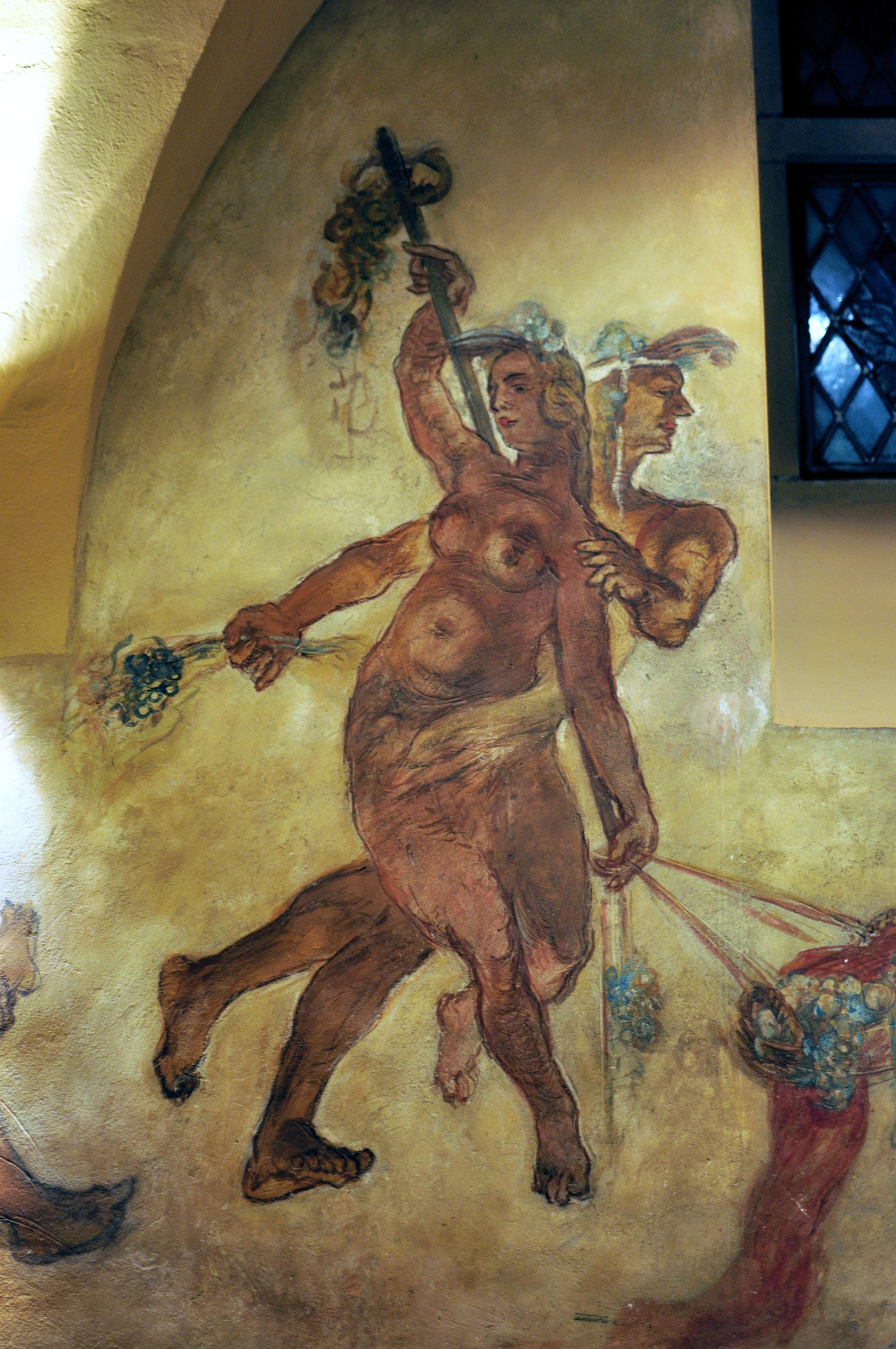
Malerei im Bacchuskeller

### Zunftstube und alte Schatzkammer
Größe (zusammen): 73 m2
Die Zunftstube, die sich rechts hinter dem Bacchuskeller anschließt war – wie der Name bereits vermuten lässt – ursprünglich den Bremer Zünften vorbehalten. In der Schatzkammer links hinter dem Bacchuskeller hingegen lagerten früher die wertvollsten Weine.

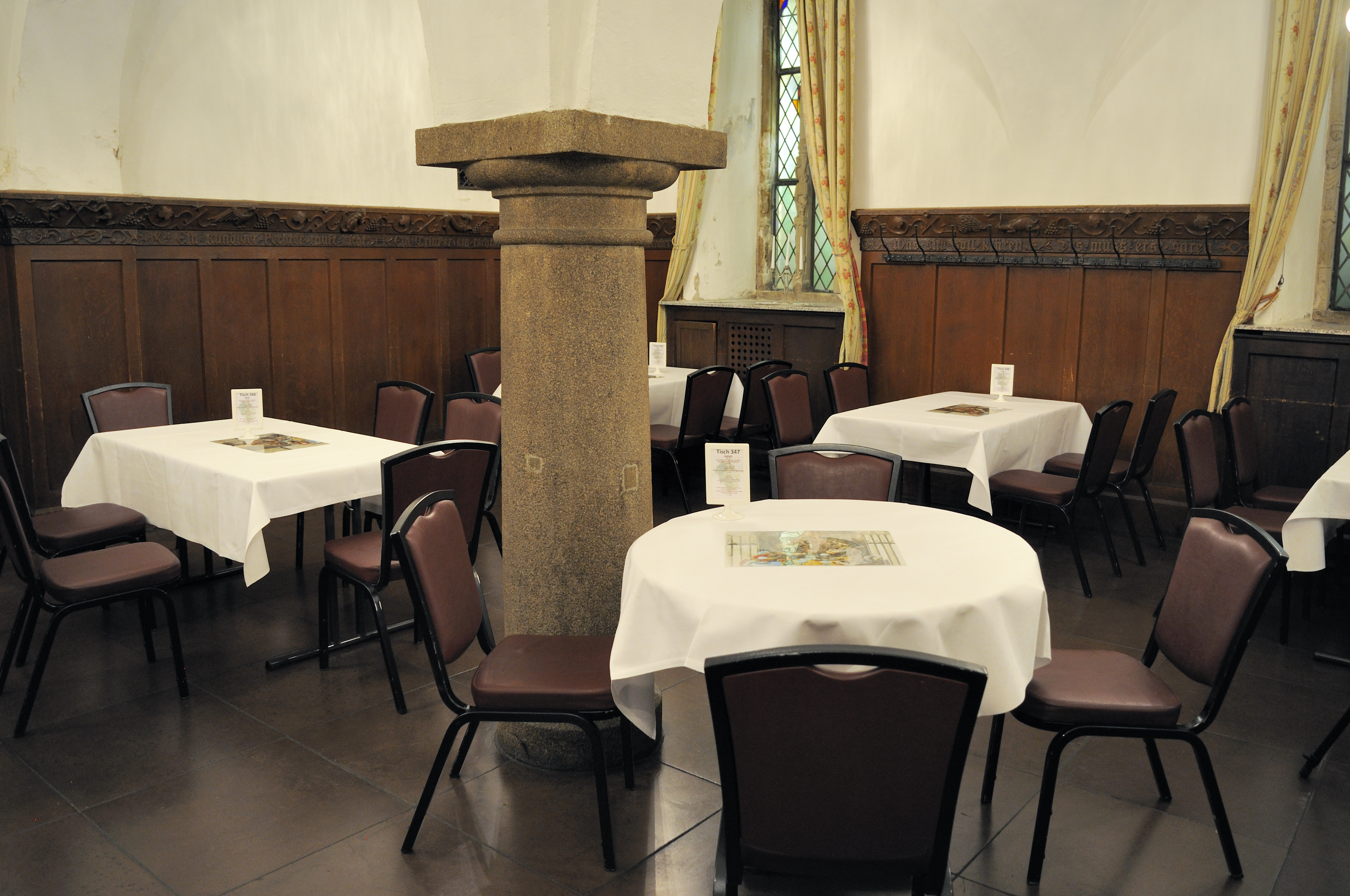
Zunftstube
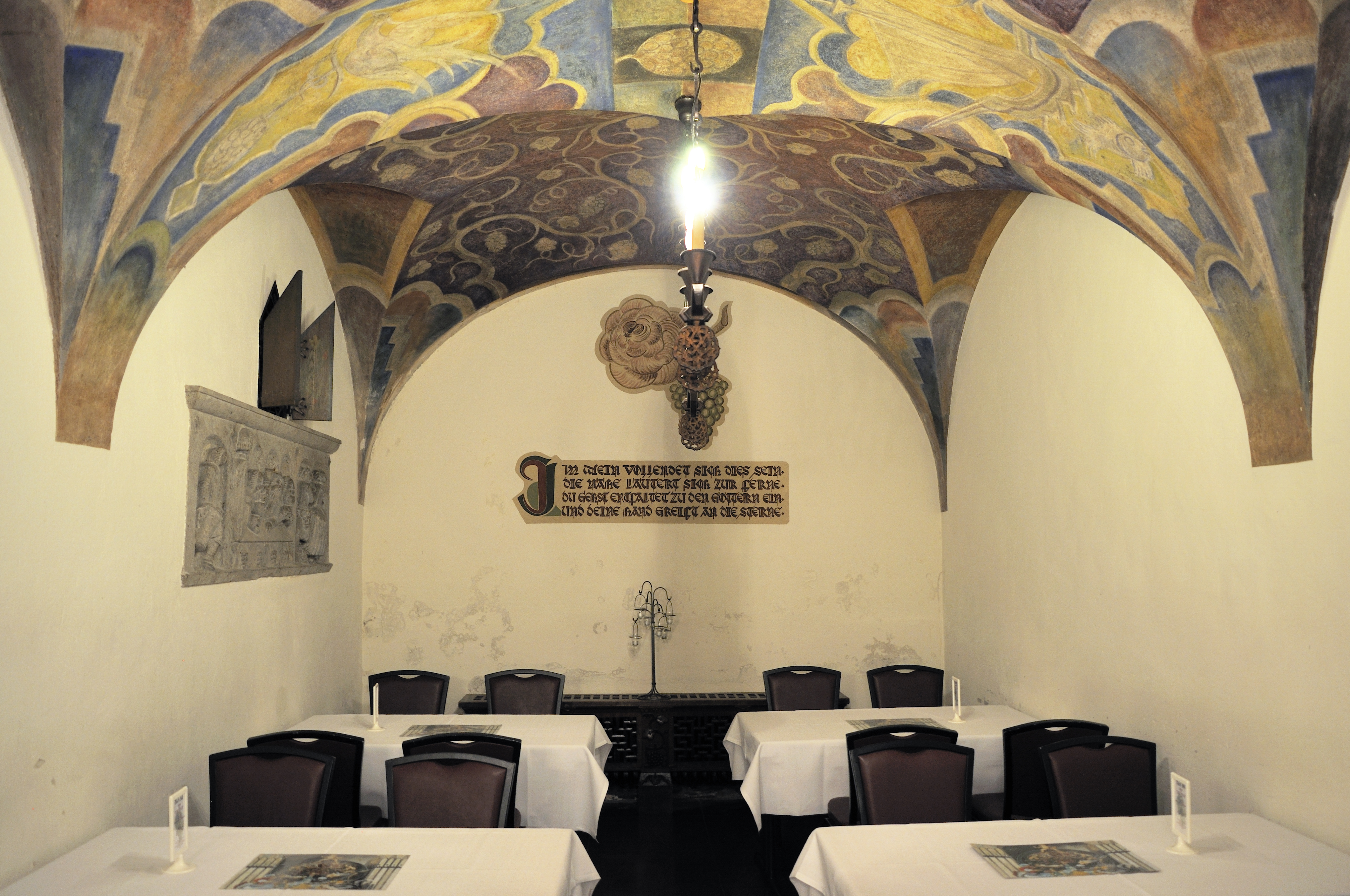
Alte Schatzkammer
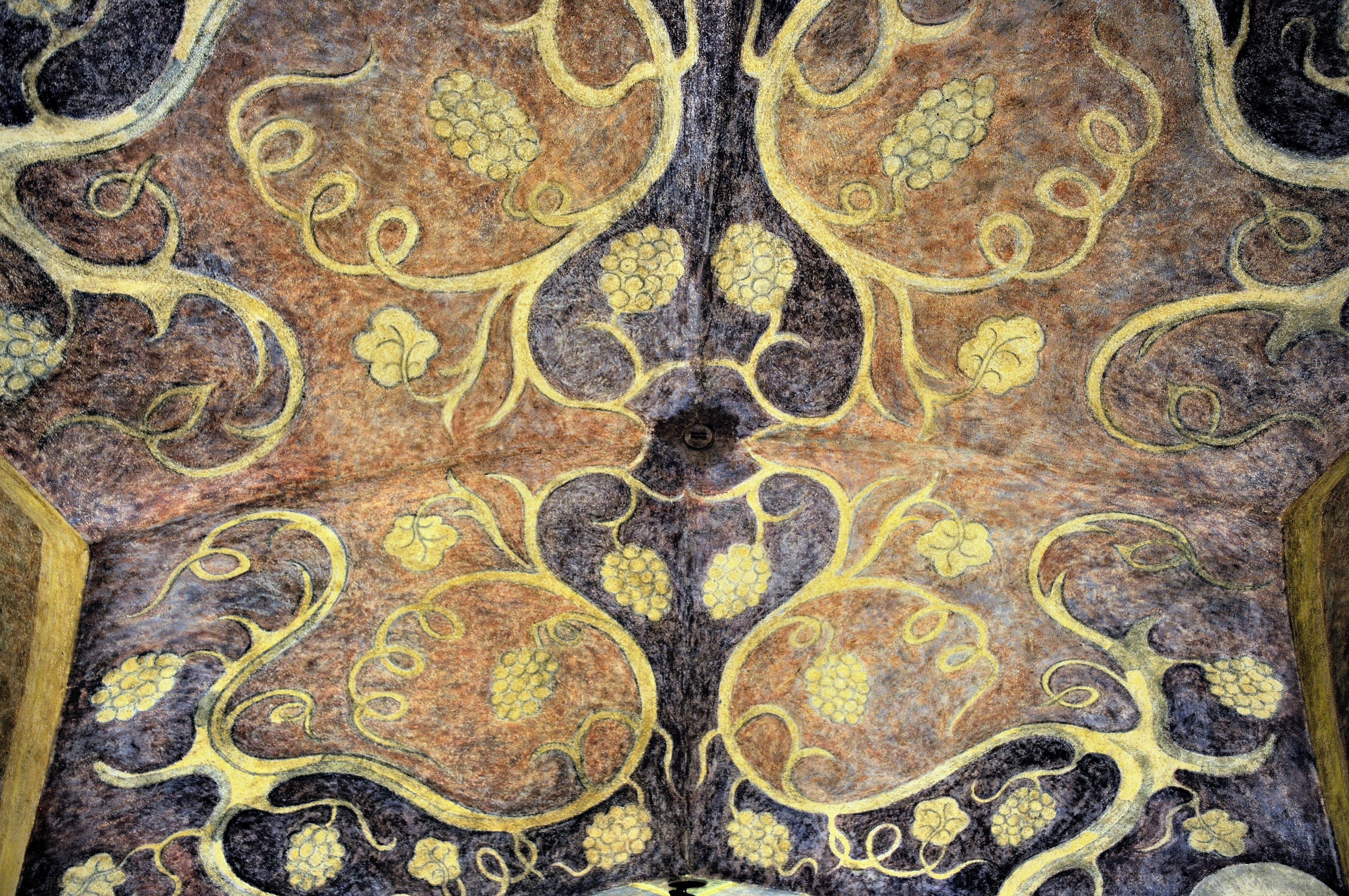
Decke der alten Schatzkammer

### Lager und neue Schatzkammer
In den weit verzweigten Lagerkellern, die sich nördlich an die alten Gewölbe anschließen, werden vier Meter unter der Erde hervorragende Flaschenweine aller Jahrgänge aufbewahrt, der älteste davon aus dem Jahre 1727. Insgesamt hat das Lager eine Kapazität von 500.000 Flaschen. Der Fasskeller hingegen, mit einem Gesamtfassungsvermögen von einer halben Million Liter, wird heutzutage nicht mehr genutzt.
Die besonders wertvollen Weine, allein 150 verschiedene Trockenbeerenauslesen lagern in der sogenannten „Schatzkammer“ mit einer Kapazität von 36.000 Flaschen. Die Schatzkammer darf nur in Begleitung des Kellermeister betreten werden. Seiner Aufgabe obliegt es auch, die Weine aller 13 deutschen Anbaugebiete auszuwählen, die jedes Jahr neu eingelagert werden.

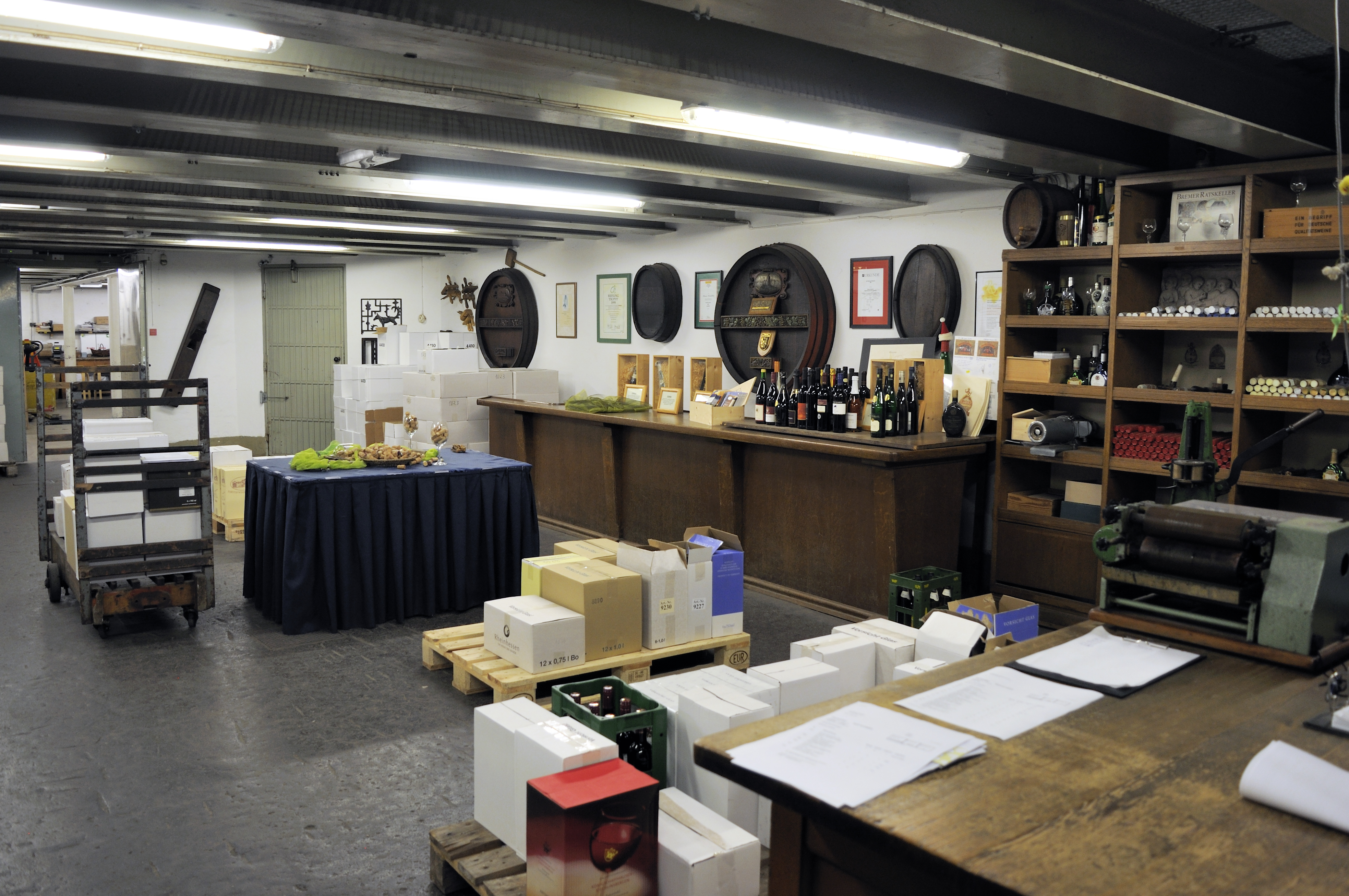
Etikettierung
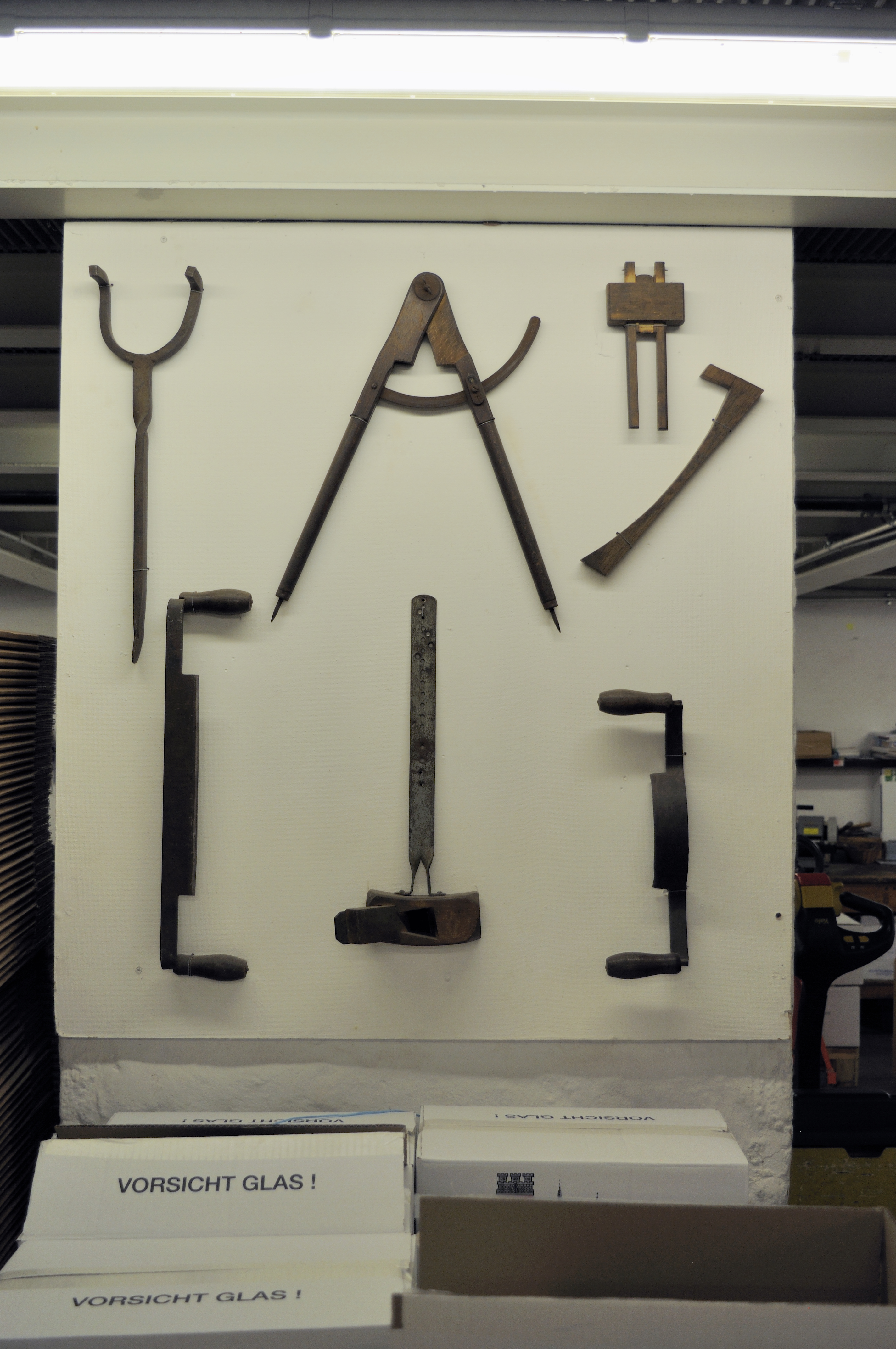
Werkzeuge
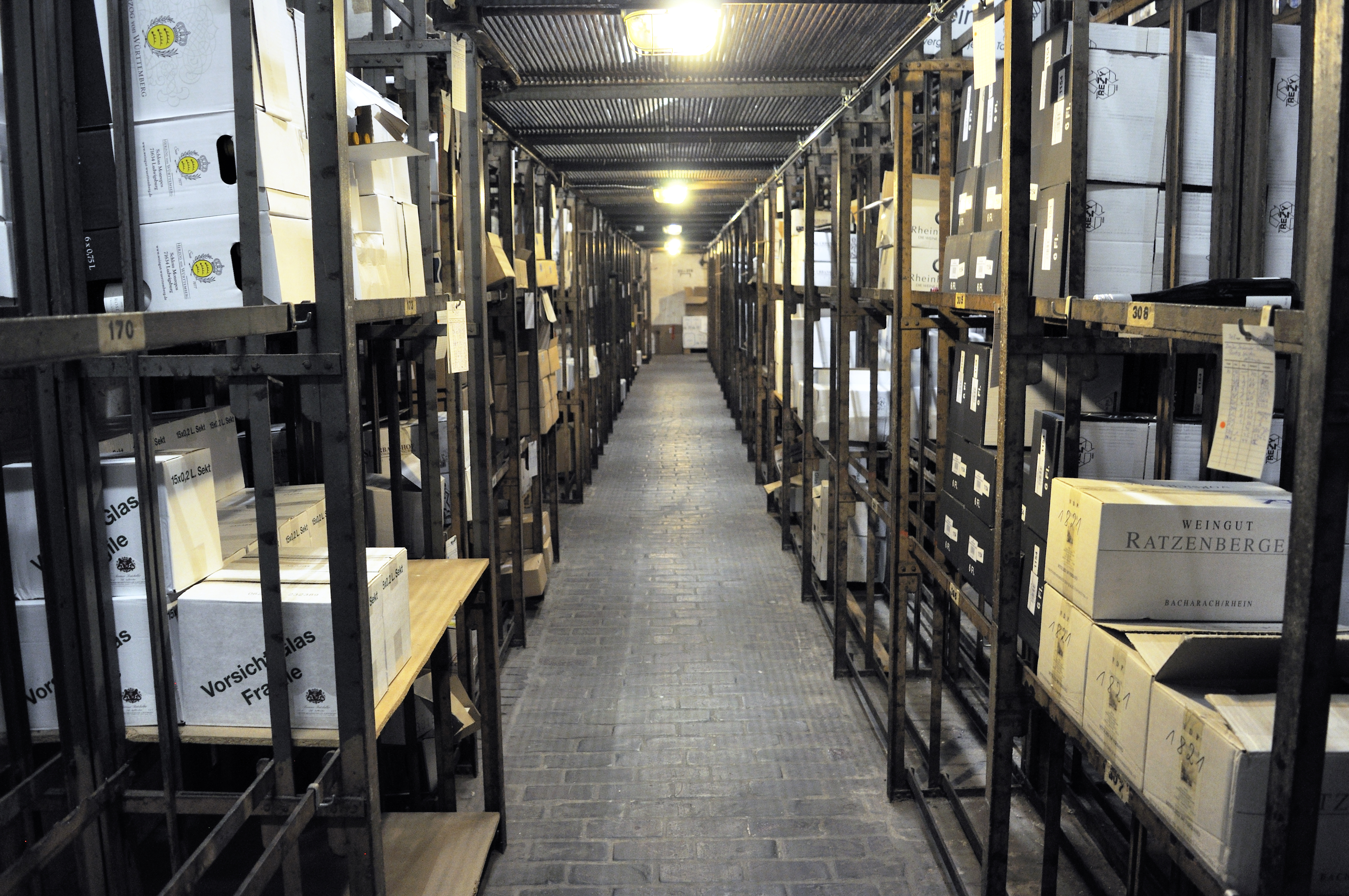
Allgemeines Flaschenlager
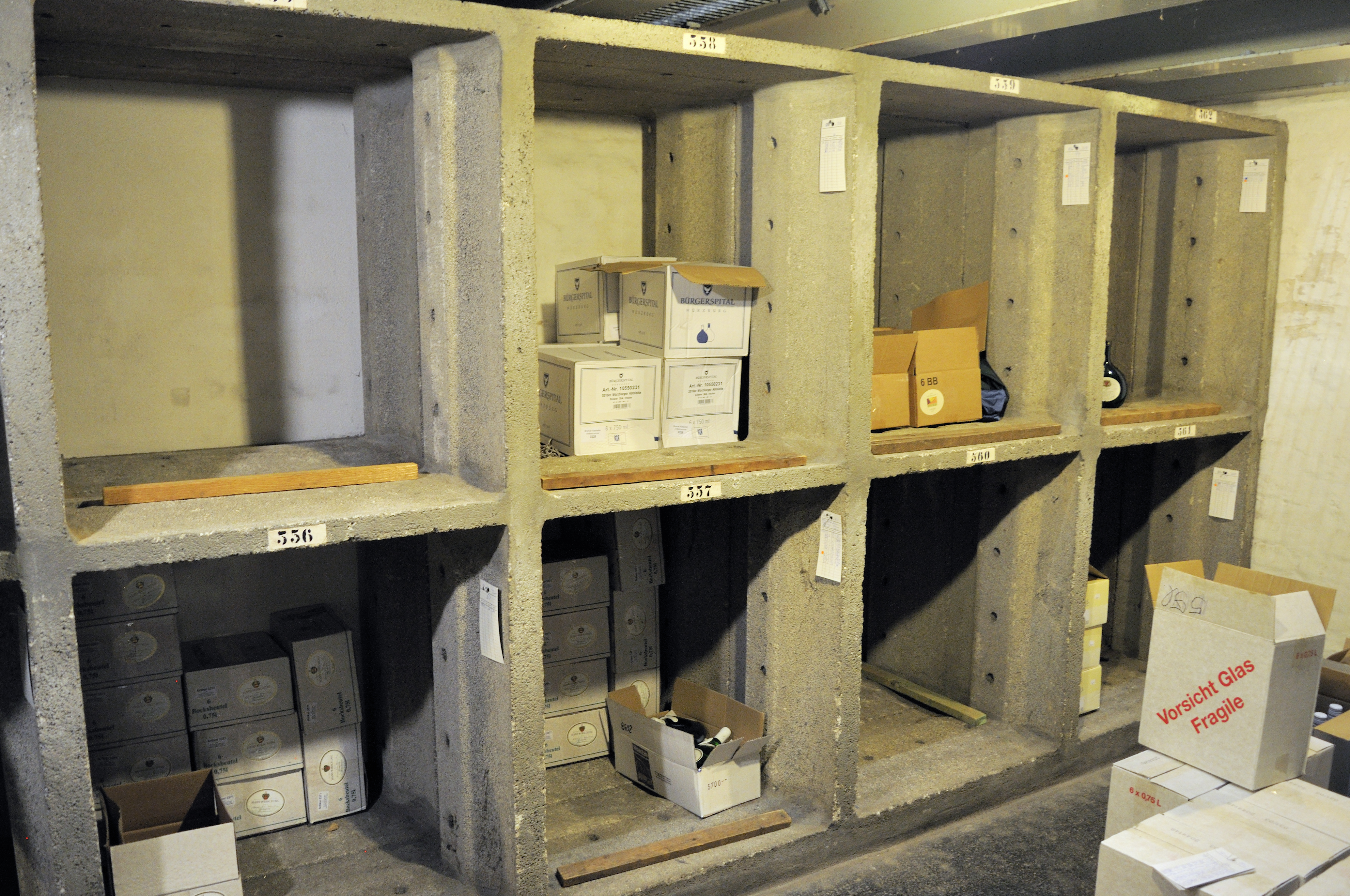
Sonderflaschenlager
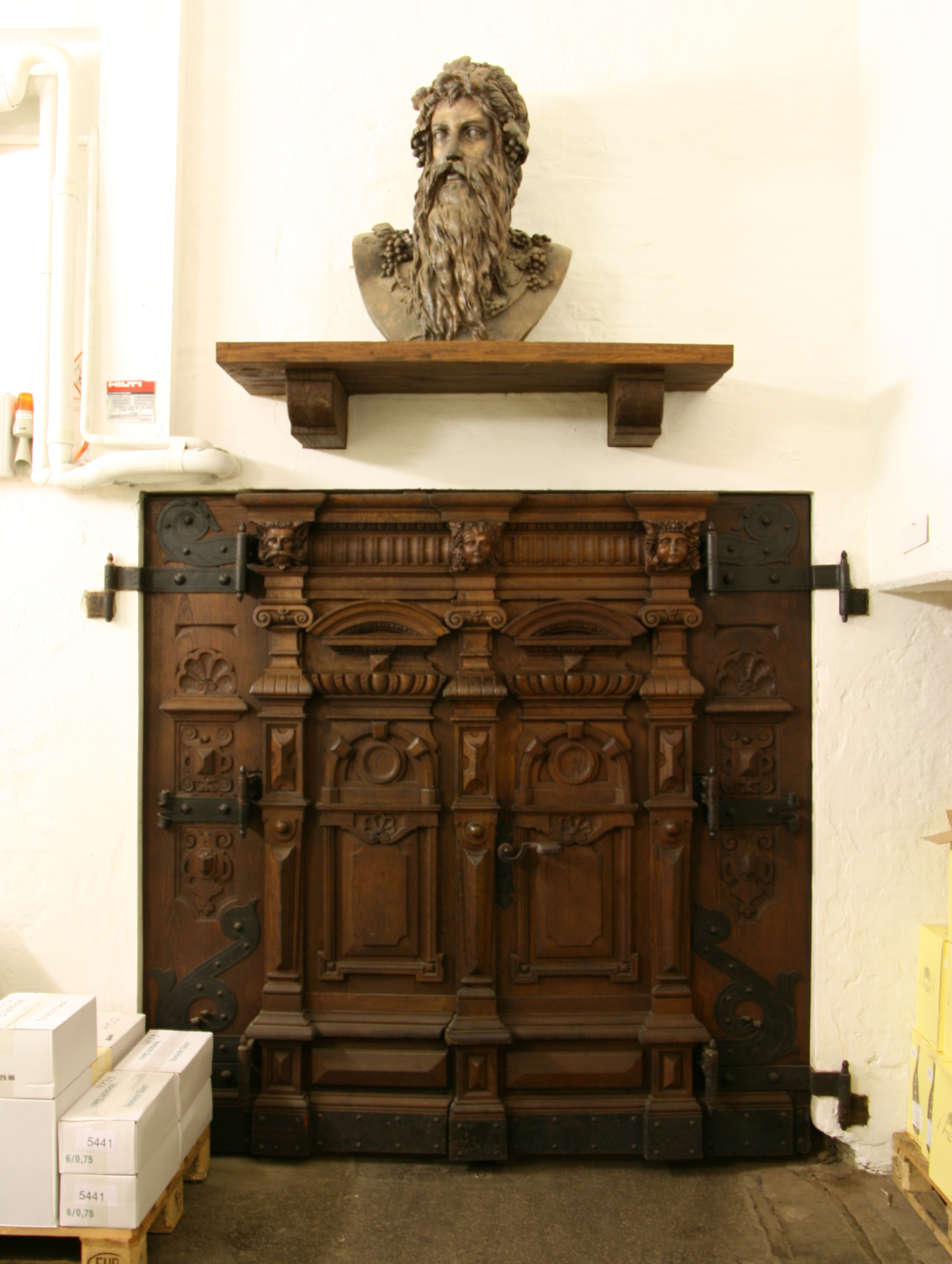
Eingangstür zum Fasskeller
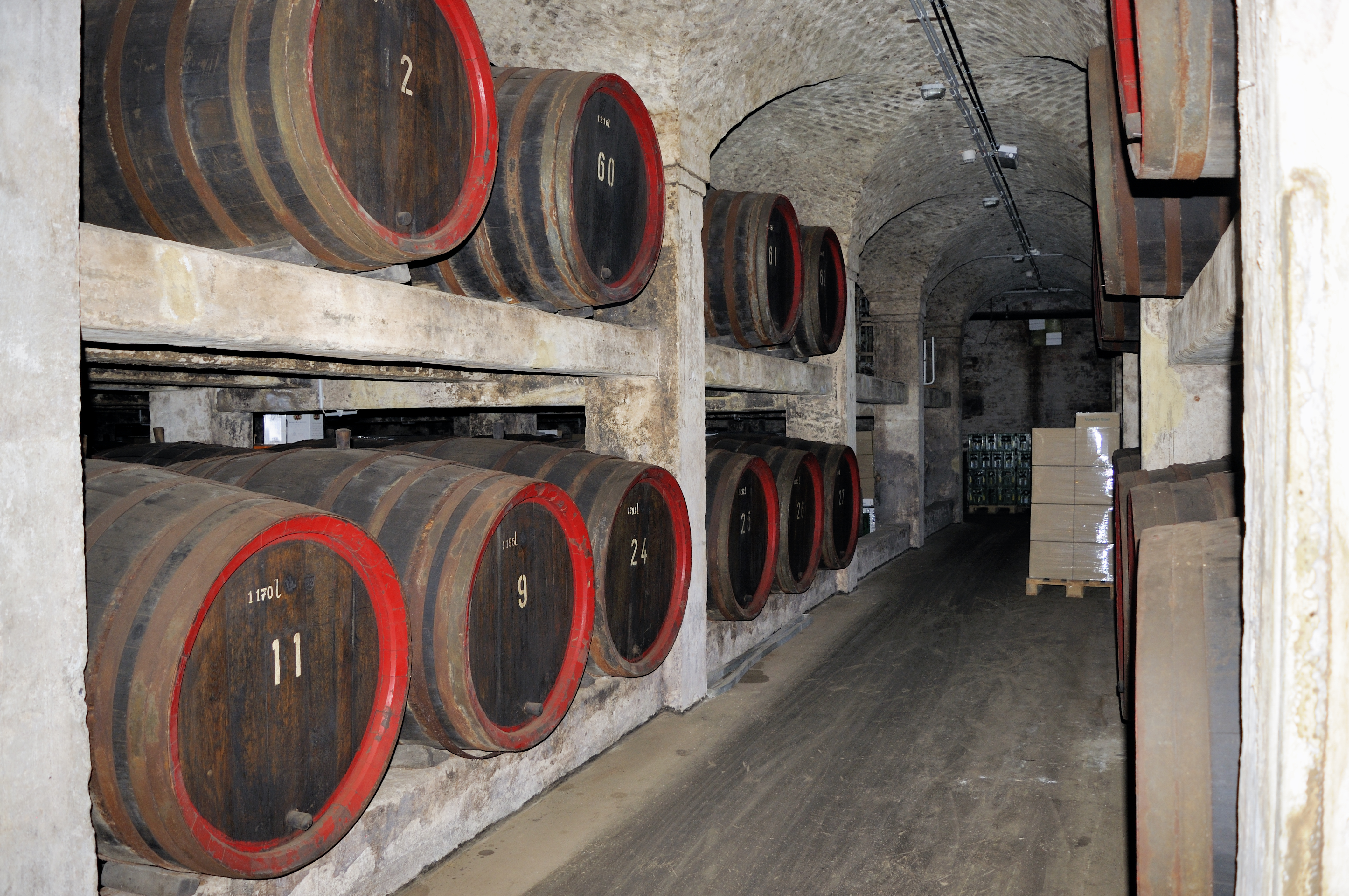
Fasskeller
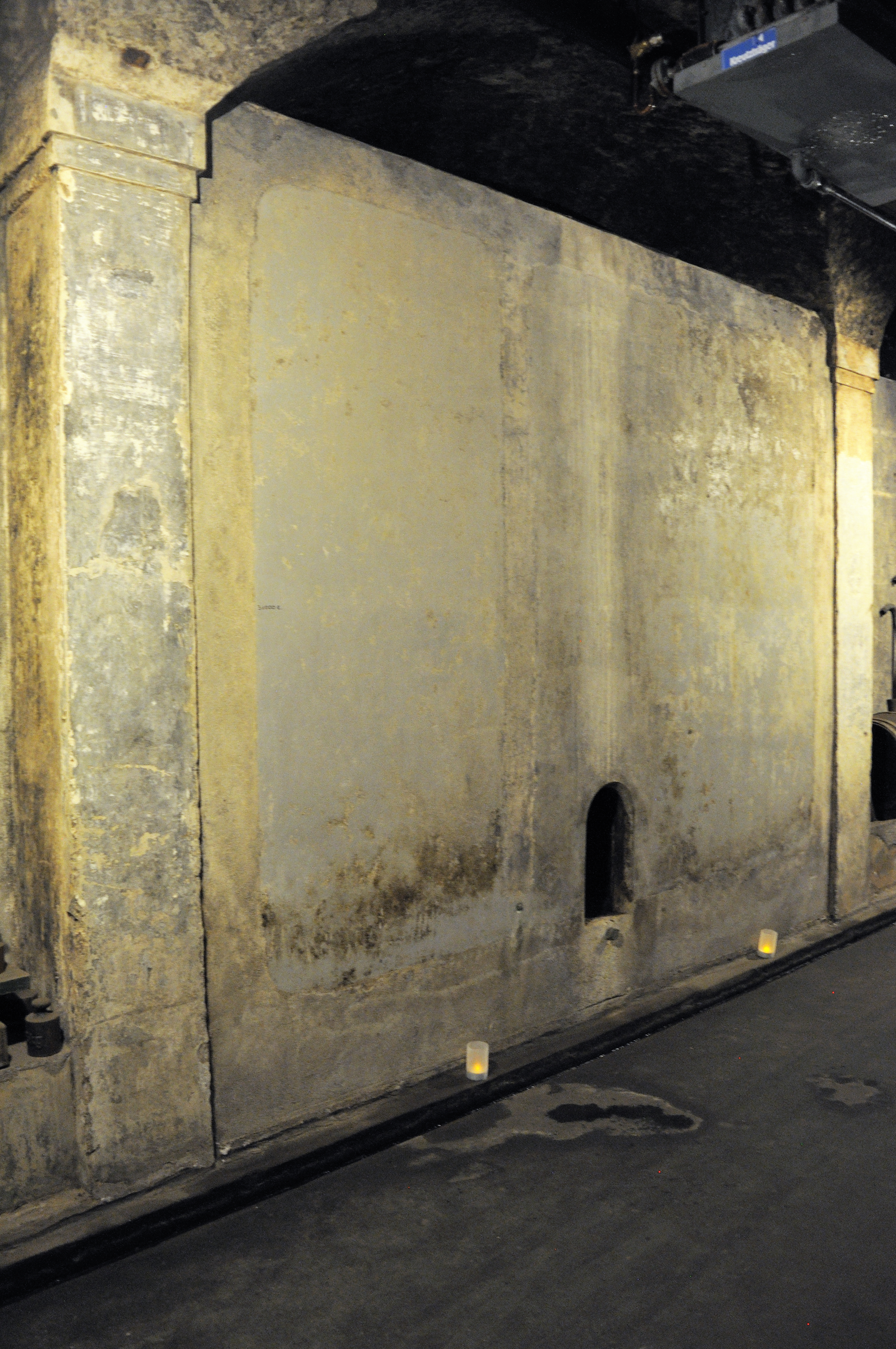
Steinernes Fass
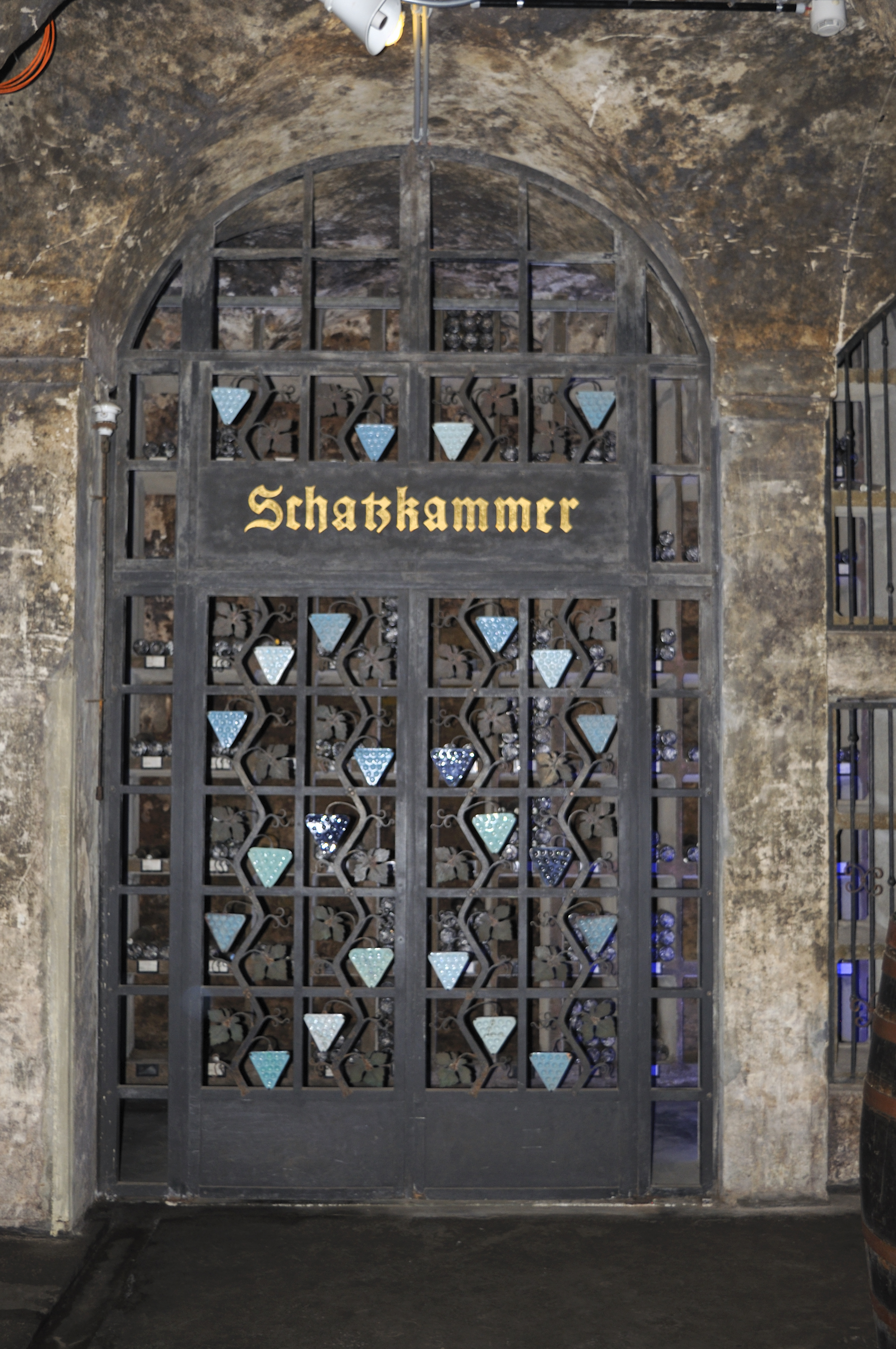
Schatzkammer
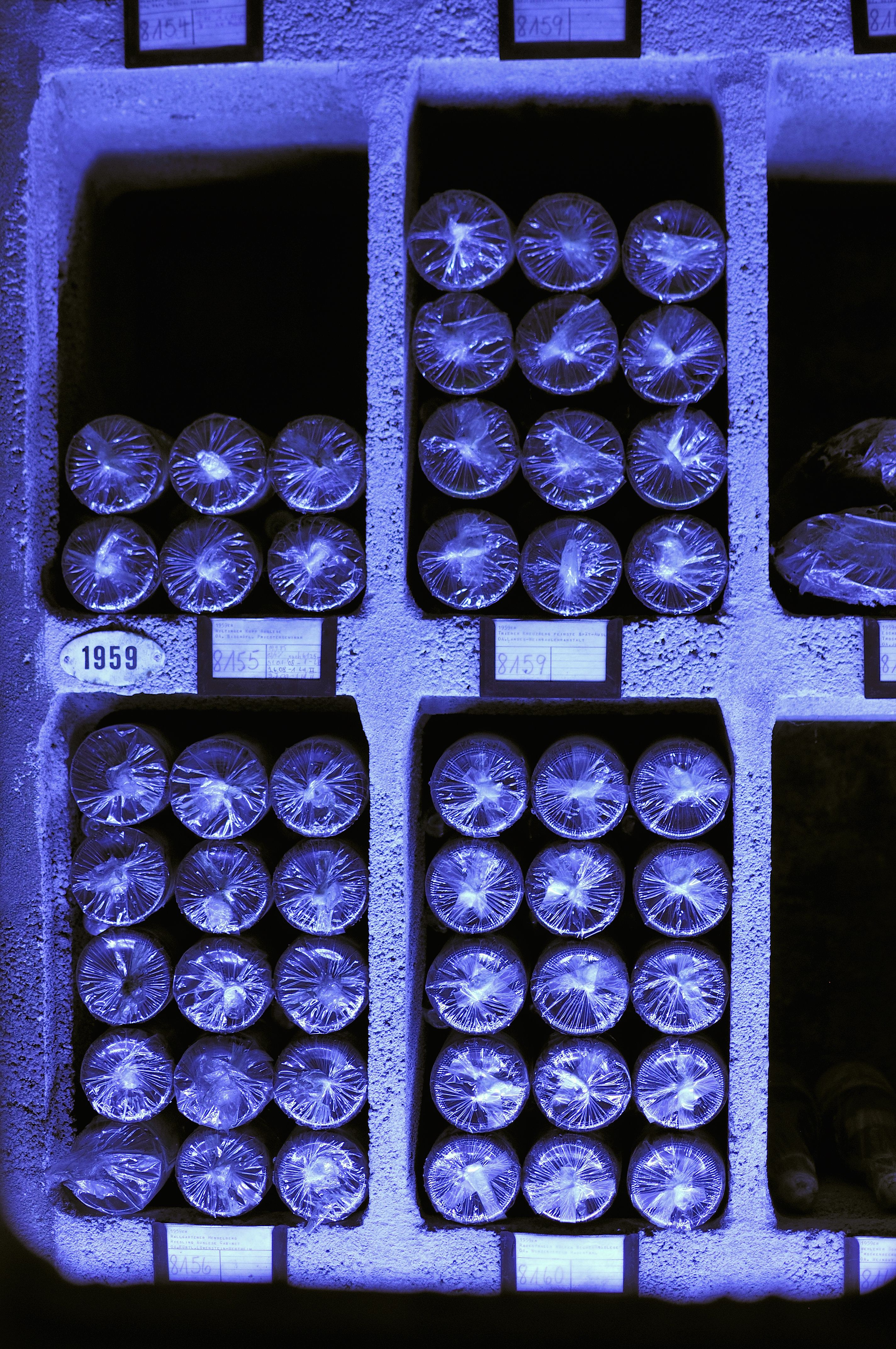
In der Schatzkammer gelagerte Weine, hier aus dem Landkreis Trier-Saarburg

## Die Weine
Jährlich werden vom neuen deutschen Weinjahrgang durch den Kellermeister des Bremer Ratskellers 150 aus 3.000 Weinen ausgewählt. Auf den Flaschenetiketten der vom Bremer Ratskeller geführten Weine ist neben der Bezeichnung der Weinsorte, Lage, Jahrgang, Erzeuger zusätzlich noch die Bezeichnung Bremer Ratskeller aufgedruckt. Im Ratskeller werden 650 verschiedene Weinqualitäten ausgeschenkt. Im Weinhandel des Bremer Ratskellers werden 1.200 Sorten aus verschiedenen Jahrgängen verkauft. Es werden Ratskeller-Führungen mit Besuch des Rosekellers durchgeführt.

## Berühmte Gäste des Ratskellers
- Johannes Brahms
- Fürst Bismarck
- Max Bruch
- Hoffmann von Fallersleben (31. August 1836)
- Arthur Fitger
- Theodor Fontane
- Nikolai Gogol
- Patrick Gordon of Auchleuchries
- Wilhelm Hauff
- Gerhart Hauptmann
- Heinrich Heine (20./23. September 1826)
- Friedrich Engels
- Graf Moltke
- Richard Strauss
- August Strindberg (September 1883)
- Richard Wagner
- Karl Maria von Weber
- Kaiser Wilhelm I.
- Kaiser Wilhelm II.[5]

## Dichtung
- Hermann Gutmann: Der Ratskeller zu Bremen. Geschichte und Geschichten aus sechs Jahrhunderten. Edition Temmen, Bremen 2005, ISBN 3-86108-191-1
- Wilhelm Hauff: Phantasien im Bremer Ratskeller, ein Herbstgeschenk für Freunde des Weines. 1827

## Filme
- Geschichte des Bremer Ratskellers